# Kínai Köztársaság
A Kínai Köztársaság (中華民國, pinjin: Zhōnghuá Mínguó, magyarosan Csunghua Minkuo), ismertebb nevén Tajvan (臺灣 / 台灣) a csendes-óceáni Tajvan szigetén és pár kisebb szigeten fekszik, a kontinentális Kína partjaitól kb. 200 km-re délkeletre.
Politikai státusa vitatott, mivel a Kínai Népköztársaság egyik tartományának tekinti Tajvant, a Kínai Köztársaság azonban önálló államnak tekinti saját magát. A Kínai Köztársaság kormánya igazgatja Tajvan szigetét, Penghu, Csinmen, valamint Macu-szigeteket és más kisebb szigetet is. Szomszédai nyugaton Kína, északkeleten Japán, délen pedig a Fülöp-szigetek.
A Kínai Köztársaságot hivatalosan 1912. január 1-jén hozták létre az 1911. október 10-i vucsangi felkelést (wuchangi felkelést) (wuchangi felkelést) követően. 1949-ig a kontinentális Kína és Külső-Mongólia is a részét képezte. 1915 és 1928 között az országot a hadurak háborúi dúlták fel, 1937 és 1945 között a japán megszállás, 1927 és 1949 között a polgárháború sújtotta, aminek következtében a központi hatalom meggyengült, majd összeomlott. A központi hatalom 1927 és 1937 között, a Kuomintang (Guomindang) uralma alatt volt a legerősebb. 1945-ben, a második világháború végén, a Kínai Köztársaság átvette Tajvan és Penghu szigetcsoportját a Japán Birodalomtól.
A polgárháborút követően, 1949-ben a kontinentális Kína fölött átvették a hatalmat a kommunisták, később az országhoz csatolták Hajnan (Hainan), Tacsen (Dachen) és más szigeteket is, így a Kuomintang (Guomindang) csupán Tajvanon, Penghun, Csinmenen és néhány más kisebb szigeten kormányzott. A Kuomintang (Guomindang) Tajpejt tette meg ideiglenes fővárossá. A kontinentális Kínában a kommunista párt létrehozta a Kínai Népköztársaságot Peking székhellyel. Az 1970-es évekig sok ország és nemzetközi szervezet a Kínai Köztársaságot ismerte el Kína és Tajvan legitim kormányának. A Kínai Köztársaság alapító tagja volt az ENSZ-nek, és állandó tagja volt az ENSZ Biztonsági Tanácsának egészen 1971-ig, amikor a 2758-as számú rendelettel az ENSZ megfosztotta tagságától, és helyette a Kínai Népköztársaságot ismerte el legitim képviselőnek (ezt a döntését 2007-ben is megerősítette).
A Kínai Népköztársaság (KNK) nem ismeri el a Kínai Köztársaságot önálló államnak. A Tajvani Köztársaság kikiáltása (vagyis a Kínai Köztársaság átnevezése) akár katonai megtorlással is járhatna a KNK részéről. A KNK nem hajlandó diplomáciai kapcsolatokat fenntartani olyan országokkal, amelyek elismerik a Kínai Köztársaságot, így a világon csak 12 olyan ország van, amely elismeri önálló államnak, a többi ország nem hivatalos kapcsolatot ápol vele.
Tajvan tagja a Kereskedelmi Világszervezetnek és az APEC-nek; fejlett gazdasága miatt az „ázsiai tigrisek” között tartják számon, a világ 26. legnagyobb gazdaságával rendelkezik.

## Elnevezései
Az állam hivatalos elnevezése Kínai Köztársaság, de történelme folyamán számos más néven is ismert volt. Az 1912-es létrejötte után, míg az állam az ázsiai kontinensen helyezkedett el, a Kína (Csungkuo (Zhongguo)) nevet használta, például az olimpiai játékokon vagy az ENSZ-ben. Az 1950-es, 60-as években gyakran hivatkozott önmagára Nacionalista Kínaként, megkülönböztetésül a kontinentális Kommunista Kínától. Hivatkoztak rá Szabad Kínaként (Free China) is. Az ENSZ-ben Kína néven szerepelt egészen 1971-ig, amikor a helyét a Kínai Népköztársaság vette át a szervezetben. Azóta a Kína elnevezést kizárólag a Kínai Népköztársaságra használják.
Gyakran hivatkoznak rá egyszerűen Tajvanként, mivel a területének nagy része Tajvan szigetét jelenti. Ezt az elnevezést leginkább azok az országok alkalmazzák, amelyek hivatalosan nem ismerik el a Kínai Köztársaságot.
A nemzetközi szervezetekben és a sportéletben (pl. az olimpiákon) a Kínai Köztársaság Chinese Taipei néven szerepel, amely a szárazföldi Kína diplomáciai nyomásgyakorlásának eredménye.

## Földrajz

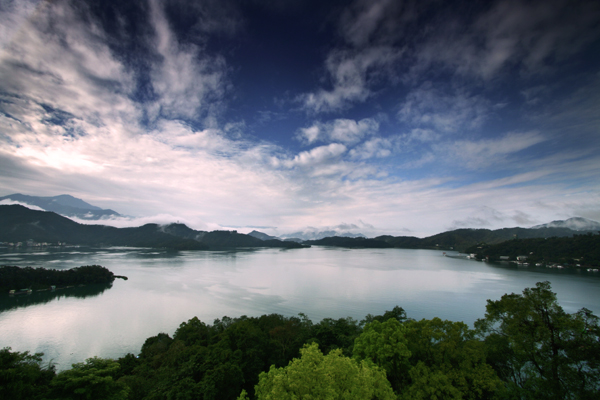
A Zsijüetan (Rìyuètán) tó

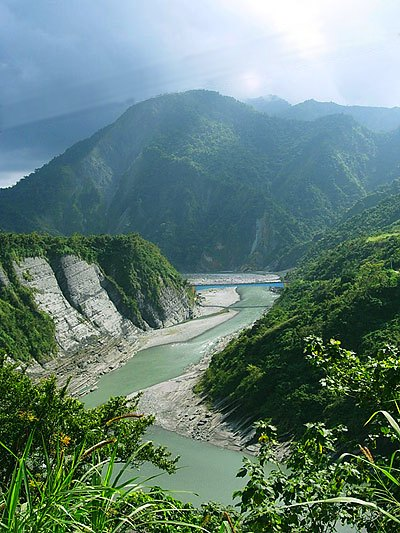
A Szeoukuluan (Siouguluan) folyó Hualien (Hūalián) megyében

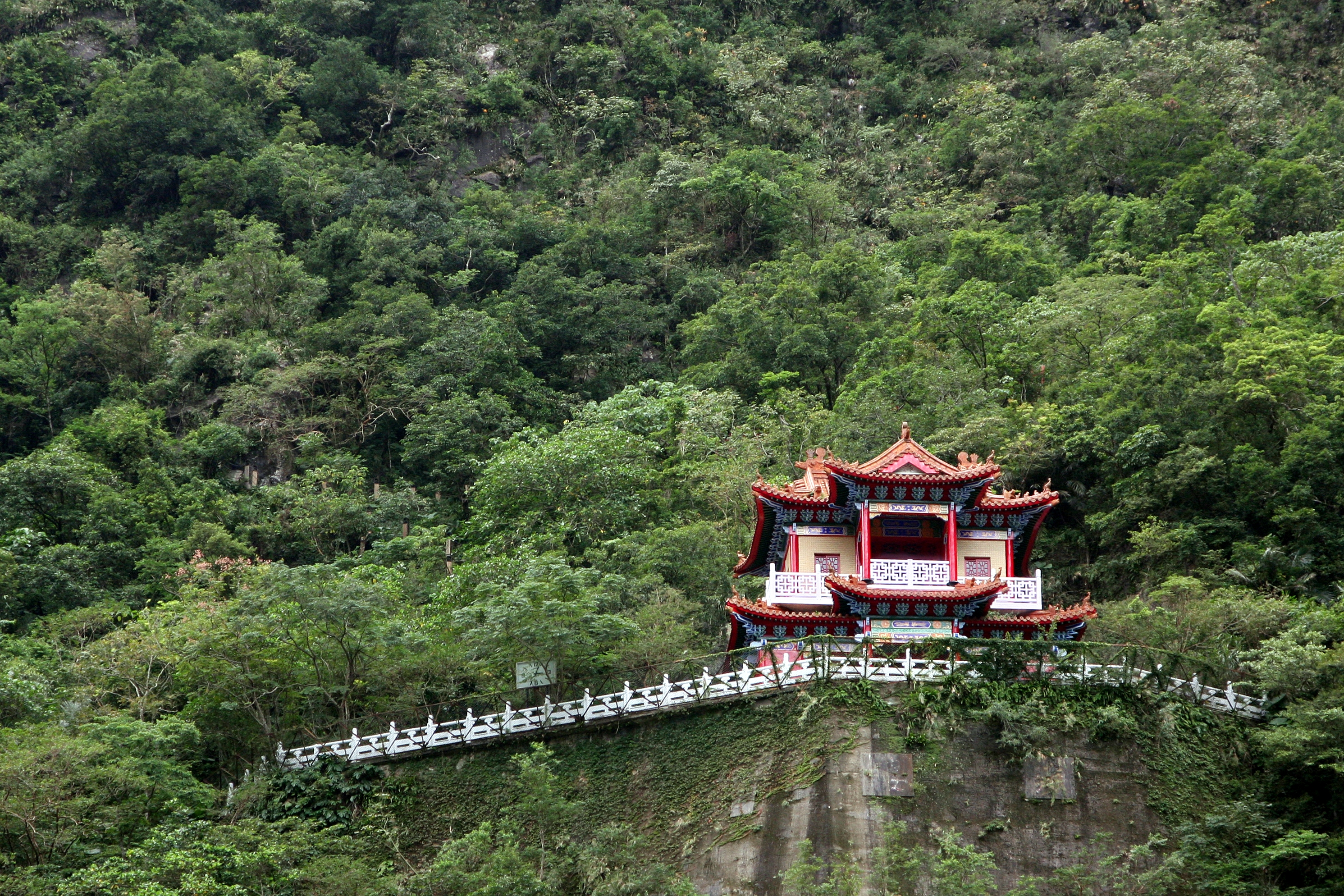
Pagoda a Tajluko (Tàilǔgé) Nemzeti Parkban

### Domborzat
A szigetet északról a Kelet-kínai-tenger, keletről a Filippínó-tenger, délnyugatról a Dél-kínai-tenger határolja. Észak-déli irányban körülbelül 400 km hosszan terül el, szélessége a legszélesebb ponton 145 km. A sziget az ország területének 99%-át adja, a maradék egy százalék több kisebb szigetet jelent. Tajvan keleti része erdős hegyvidék, amely a szigetnek körülbelül kétharmadát foglalja el; nyugat felé síkság terül el. A szigeten több mint kétszáz 3000 méter feletti hegycsúcs található. Legmagasabb pontja a Jüsan-hegy (Yùshān-hegy) (más néven a Jáde-hegy), amely 3952 méter magas. A szigeten alvó, illetve kihunyt vulkánok is találhatóak, az itt fakadó meleg vizű források évente több ezer turistát vonzanak.

### Vízrajz
Tajvanon 151 folyó és patak található. A leghosszabb folyó a Csosuj (Zhuoshui) (187 km), a legnagyobb vízgyűjtő területtel pedig a Kaoping (Gaoping) folyó rendelkezik. A folyók többsége a hegyvonulat fő iránya miatt vagy keleti, vagy nyugati irányban ömlik a tengerbe.
A tavak többsége a sziget nyugati oldalán fekszik, a legtöbbjüket víztározóként is használják. A legnagyobb tó a Zsijüetan (Rìyuètán), amely nyolc négyzetkilométer területű és 30 méter mély.

### Éghajlat
Tajvan szubtrópusi éghajlatú ország: a nyarak hosszúak és párásak, a telek rövidek és enyhék. Az átlaghőmérséklet télen 15 és 20 fok között mozog, nyáron 28 fok. Az éghajlatra hatással van a kelet-ázsiai monszun, ami jelentős csapadékot hoz októbertől egészen márciusig, főképp a sziget északkeleti részére, míg a középső és a déli területeken a tél általában napos. A nyári monszunidőszak során májustól júniusig a sziget déli részén esik többet az eső, míg az északi rész viszonylag száraz marad. Tajvanon gyakoriak az erős szelek, évente három-négy alkalommal tájfunok is kialakulnak. A csapadék éves átlagmennyisége 2500 mm. A legszárazabb Tajvan szigetén a novembertől februárig tartó időszak.
| Éghajlati adatok 1977–2008 |                   |                      |                      |                  |                  |
| Város                      | Éves átlaghőm. °C | Januári átlaghőm. °C | Júliusi átlaghőm. °C | Átlagcsapadék mm | Esős napok száma |
| Tajpej                     | 22,9              | 16,1                 | 29,5                 | 2412,9           | 165              |
| Csilung (Keelung)          | 22,6              | 15,9                 | 29,3                 | 3758,3           | 199              |
| Kaohsziung (Gāoxióng)      | 25,0              | 19,2                 | 29,1                 | 1832,0           | 90               |

### Élővilág, természetvédelem
Tajvan szigetén gazdag és változatos az élővilág. A Mezőgazdasági Felügyelet felmérése szerint az állatfajok körülbelül 60%-a, a növényfajoknak pedig mintegy 27%-a őshonos jellegű. Több mint háromezerfajta zárvatermő növény él a szigeten, csak a páfrányfélékből 640 fajtát tartanak nyilván. Több mint háromezer halfaj és több mint 500 madárfaj él Tajvanon. A legismertebb halfaj az Oncorhynchus masou formosanus lazacfaj, amelyről a tudósok úgy vélik, a legutóbbi jégkorszakban esett csapdába a sziget hegyvidéki vizeiben.

#### Nemzeti parkjai
A természetvédelem keretében a Kínai Köztársaság számos nemzeti parkot, természetvédelmi és vadvédelmi területet tart fenn, amelyek az ország területének csaknem 20%-át teszik ki. Az ország területén nyolc nemzeti park található, az első a Kenting Nemzeti Park volt 1984-ben.

## Történelem
A Kínai Köztársaságot 1911-ben hozták létre, véget vetve a Csing (Qing)-dinasztia uralmának. Az ország megtapasztalta a hadurak háborúit, a japán megszállást és a polgárháborút a Kuomintang (Guomindang) (KMT) vezette központi kormány és a kommunisták között. 1949-ben, a polgárháború elvesztésekor a Kínai Köztársaság területe nagy részét is elveszítette, és a második világháború végéig japán uralom alatt álló Tajvan szigetére húzódott.
1928-tól kezdve a Kínai Köztársaságot a Kuomintang (Guomindang) uralta egypártrendszer keretében. Az 1950-es és 60-as években a Kuomintang (Guomindang) újraszerveződött, átalakult, reformokat vezettek be. Az ország rohamos gazdasági fejlődésnek indult, az ázsiai tigrisek egyike lett. Az 1980-as és 90-es években békés körülmények között zajlott le a rendszerváltás és alakult át a kormányzat demokratikus többpártrendszerré. Az első elnökválasztást 1996-ban tartották. A 2000-es elnökválasztás során először lett a Kínai Köztársaságnak olyan elnöke Csen Suj-pien (Chen Shui-bian) személyében, aki nem volt tagja a Kuomintang (Guomindang)nak. A 2008-as választások során újból a KMT került hatalomra.

### Alapítása
1911-ben egy csoport forradalmár a köztársaság létrehozásával véget vetett a kétezer éves császári uralomnak Kínában. A Csing (Qing)-dinasztia állama az utolsó évszázadban már meglehetősen instabil volt, a belső forrongások és a külföldi imperializmus nyomása alatt lassan összeomlott. Megkérdőjeleződtek az uralkodói rendszert fenntartó neokonfucianizmus elvei is. A dinasztia utolsó elkövetett hibája a bokszerlázadás támogatása volt. A hadsereget legyőzték a külföldi erők, és Kínának hatalmas, 107 millió amerikai dollárnak megfelelő összegű kártérítést kellett fizetnie, 39 évre elosztva. A néptől elidegenedett, a modern idők kihívásaival szembenézni képtelen Csing (Qing)-dinasztia végső bukását csupán az alternatív megoldás hiánya késleltette 1912-ig.
A köztársaság alapítása az 1910. október 10-i vucsangi felkeléshez kapcsolódik. Ez a dátum jelenleg is nemzeti ünnep a Kínai Köztársaságban. 1911. október 29-én tizenhét tartomány képviselői Szun Jat-szen (Sun Yat-sen)t választották meg elnöknek, aki 1912. január 1-jén tette le a hivatalos esküt, megfogadva, hogy lemondatja a „despotikus mandzsu kormányt a nép jólétének érdekében”. Céljai megvalósításához azonban nem rendelkezett elegendő katonai támogatással. Emiatt Szun (Sun) átadta a hatalmat Jüan Si-kaj (Yuan Shikai) császári tábornoknak, aki kényszerítette az utolsó kínai császárt, a gyermek Pujit (Puyit), hogy mondjon le a trónról. 1913-ban Jüant (Yuant) elnökké választották. Jüan (Yuan) katonai hatalommal kormányzott, figyelmen kívül hagyta a demokratikus intézményeket, a Kuomintang (Guomindang)ot is feloszlatta, és nem törődött az ideiglenes alkotmány előírásaival sem. 1915-ben Jüan (Yuan) császárrá koronáztatta magát. Amikor az új uralkodó megpróbálta megszüntetni a tartományi rendszert a központosítás jegyében, magára haragította a tartományi elöljárókat és a nemeseket. Több tartomány függetlenítette magát a kormánytól, és kezdetét vette a „hadurak kora”. 1916-ban a minden pártolóját elveszítő Jüan (Yuan) kénytelen volt lemondani a császárságról, és nem sokkal később meghalt.
A száműzetésben élő Szun Jat-szen (Sun Yat-sen) visszatért Kuangtung (Guangdong)ba, és néhány hadúr segítségével saját kormányt alakított Kantonban, majd 1919-ben újra megalakította a Kuomintang (Guomindang)ot. Álma az ország egyesítése volt, ám nem rendelkezett elegendő katonai támogatással ahhoz, hogy az északi tartományokat is uralma alá vonja.
A gyakran váltakozó, hadúri pekingi kormány kétségbeesetten próbálta megtartani hatalmát. 1919-ben diáklázadások kezdődtek, amikor a kínai kormány képtelen volt a kínai értelmiség által elfogadhatónak tartott választ adni a versailles-i békeszerződés azon rendelkezésére, amely a santungi német koncessziós területeket Japánnak juttatta. A tüntetések megerősítették a köztársasági eszméket, s ebben az intellektuális környezetben kezdett el terjedni a marxizmus eszmeisége is, olyannyira, hogy 1921-ben meg is alakult a Kínai Kommunista Párt. A párt szovjet pénzből jött létre (működési költségeinek mintegy 94%-át a Szovjetunió fizette), és vezetősége erős szovjet befolyás alatt állt, ezért jó ideig nem volt több, mint a Komintern egyik fiókszervezete.
A pekingi kormányzat nem ismerte el Külső-Mongólia orosz megszállását és kormányát, azonban Szun Jat-szen (Sun yat-sen) kész volt erre az oroszok fegyveres segítségéért cserébe. Mint 1922 szeptemberében mondta, olyan seregre van szüksége, „amely Oroszországtól kapja fegyvereit és munícióját”. Szun az ígért orosz fegyvereket és katonai tanácsadókat megkapta, így hozzáláthatott a Nemzeti Forradalmi Hadsereg megszervezéséhez, amely hamarosan nagy erőt képviselt a megosztott Kínában. Szun azonban már nem élhette meg a pekingi kormány bukását, ugyanis 1925-ben elhunyt.

### A polgárháború és a második világháború

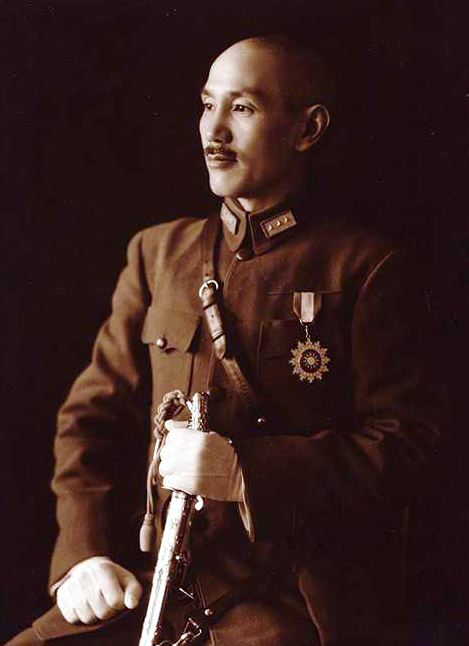
Csang Kaj-sek, aki Szun Jat-szen halála után vette át a Kuomintang (Guomindang) vezetését

1925 márciusában, Szun Jat-szen (Sun Yat-sen) halála után Csang Kaj-sek (Chiang Kai-shek) lett a Kuomintang (Guomindang) vezetője. 1926-ban Csang (Chiang) az északi hadjárat során megpróbálta legyőzni a hadurakat és egyesíteni Kínát a Szovjetunió segítségével, szovjet tanácsadóitól azonban hamarosan megvált. Csang (Chiang) úgy döntött, megszabadul a pártbéli kommunistáktól: a sanghaji mészárlás során több ezer embert öltek meg. A déli tartományokban, ahol a kommunisták voltak többségben, a nacionalistákat gyilkolták halomra. Kirobbant a polgárháború. Csang Kaj-sek (Chiang Kai-shek) az ország belsejébe szorította a kommunistákat, majd 1927-ben kormányt hozott létre Nanking (Nanjing)ban. 1928-ra Csang (Chiang)nak sikerült megdöntenie a Pejjang (Beiyang)-kormányt.
Szun Jat-szen (Sun Yat-sen) elképzelése szerint a Kuomintang (Guomindang) feladata Kína újjáépítése volt, három fázisban: az első fázisban katonai kényszerrel átveszi a hatalmat, a második fázisban következik a „politikai gyámság” korszaka, majd a harmadik fázisban az alkotmányos demokrácia. 1930-ban a nacionalisták megkezdték a második fázis felépítését, és 1936-ban elfogadták az ideiglenes alkotmányt.
1931-ben a nacionalistáknak Mandzsúria japán megszállásával kellett szembenézniük, majd a második kínai–japán háborúval és a második világháborúval is. A kormány Nanking (Nanjing)ból Csungking (Chongqing)ba vonult át. 1945-ben Japán megadta magát, Kína pedig az ENSZ alapító tagja lett. A kormány 1946-ban visszatért Nanking (Nanjing)ba.

### A világháború után
A második világháborút követően az addig japán uralom alatt álló Tajvan szigete szövetséges felügyelet alá került, és a japánok a Kínai Köztársaság katonái előtt tették le a fegyvert. A Kínai Köztársaság tartományi kormányzatot hozott létre a szigeten. A köztársaság a katonai felügyeletet is kiterjesztette a szigetre, ami a tajvani lakosok és a köztársaságiak között növekvő feszültséget okozott és lázongásokhoz vezetett. 1947. február 28-án egy civil lelövése kapcsán az egész szigetre kiterjedő felkelés vette kezdetét, amely a 228-as incidens néven vált ismertté. A harcokban 18 000–30 000 tajvanit öltek meg, de a halottak pontos számát nem lehet megmondani.
1945 és 1947 között amerikai közvetítéssel a nacionalisták és a kommunisták beleegyeztek, hogy béketárgyalás-sorozatok keretén belül megpróbálnak megegyezni egy koalíciós kormány felállításáról. A tárgyalások kudarcba fulladtak, így a polgárháború folytatódott. A nacionalisták a kommunisták részvétele nélkül összehívták a nemzetgyűlést és elfogadták a Kínai Köztársaság alkotmányát. Az alkotmányt a kommunisták erőteljesen kritizálták, és a kihirdetése vezetett a két fél közötti viszony végleges megromlásához. 1947 elején a polgárháború teljes erővel folytatódott.
1948-ban a Kínai Köztársaság statáriumot vezetett be, amely a polgárháború közben a teljes nemzetre kiterjedt. A Szovjetunió által támogatott kommunista hadsereg végül győzedelmeskedett az amerikaiak által segített nacionalisták felett. 1949 decemberében Csang (Chiang) Tajvanra menekítette a kormányt, és Tajpejt tette meg ideiglenes fővárossá. A nacionalisták magukkal vitték Kína aranytartalékát, és körülbelül egy-két millió kínai menekült érkezett velük az addig hatmillió lakost számláló szigetre.
1949 októberében a kommunisták kikiáltották a Kínai Népköztársaságot.

### A fehérterrortól a demokráciáig
A Kínai Köztársaság, amelyet belső, függetlenségre törekvő lázongások és a kontinentális kommunisták is fenyegettek, egyre diktatórikusabb eszközökhöz nyúlt. A fehérterror már akkor elkezdődött, amikor a kormány még a kontinentális Kínában székelt, és egészen 1987-ig tartott; célja a politikai ellenállás elnyomása volt. Körülbelül 140 000 tajvani lakost börtönöztek be vagy végeztek ki, feltételezett anti-Kuomintang (Guomindang) vagy kommunista-párti voltuk miatt.
Az Egyesült Államok úgy vélte, hogy a Kuomintang (Guomindang) végül majd elbukik a kommunistákkal szemben, így magára hagyta Tajvant. 1950-ben azonban kirobbant a koreai háború, aminek következtében Harry S. Truman elnök újra beavatkozott Tajvan és Kína viszonyába, és a Tajvani-szorosba küldte a Hetedik flottát, hogy az fenntartsa a szoros „semlegességét”, és megakadályozza egy lehetséges összecsapás kialakulását a két fél között. A San Franciscó-i és a tajpeji békeszerződésben (1952) Japán lemondott Tajvan és Penghu szigetéről. Az Egyesült Államok és az Egyesült Királyság nem értett egyet abban, hogy a Kínai Köztársaság vagy a Kínai Népköztársaság tekinthető-e Kína legitim kormányának, így egyik békeszerződésben sem esett szó arról, ki veszi át a sziget irányítását.
Az 1960-as és 70-es években a Kínai Köztársaság továbbra is egypártrendszerben működött, gazdasága azonban erőteljes iparosodásnak indult, és egyre inkább technikaorientált lett. Gyors gazdasági fejlődése a „tajvani csoda” néven vált ismertté, és részben annak volt köszönhető, hogy a gazdaság független volt a kontinentális Kínától, és hogy többek között amerikai pénzalapok segítették, illetőleg fellendült a kereslet a Tajvanon gyártott termékek iránt. Az 1970-es években Japán után Tajvan lett a gazdaságilag második leggyorsabban fejlődő állam Ázsiában, és Hongkong, Dél-Korea, valamint Szingapúr mellett a negyedik „ázsiai tigrisként” hivatkoztak rá. A hidegháború miatt az 1970-es évekig a nyugati államok és az ENSZ is a Kínai Köztársaságot tartották Kína legitim kormányának, később azonban a Kínai Népköztársaságot ismerték el.
A nyugati kritikusok a Kínai Köztársaságot nem tartották demokratikus államnak, mivel statárium volt érvényben, elnyomtak minden politikai ellenállást, és erőteljesen cenzúrázták a médiát. Nem lehetett új pártokat létrehozni, és a meglévő pártok sem lehettek komoly ellenfelei a Kuomintang (Guomindang)nak, nem voltak valódi, demokratikus választások. Az 1970-es években azonban elindultak a reformok, amelyek az 1990-es évekre lassan demokratikus állammá fejlesztették Tajvant. 1979-ben Kaohsziung (Gāoxióng) városában tüntetést szerveztek a demokrácia mellett. Bár a Kaohsziung (Gāoxióng)-incidensként ismert tüntetést a hatóságok hamar feloszlatták, ma már az egyik olyan fő eseményként emlékeznek rá, ami hozzájárult a tajvani ellenzék egyesítéséhez. 1986-ban Csiang Csing-kuo (Chiang Ching-kuo) és Li Teng-huj (Lee Teng-hui) (a KMT vezetői) engedélyt adtak parlamenti pártok létrehozásához, amelynek eredményeképp jött létre az első ellenzéki párt, a Demokratikus Progresszív Párt. 1987-ben eltörölték a statáriumot, egy évvel később pedig azt a törvényt, amely megtiltotta új újságok kiadását. 1996-ban tartották az első demokratikus elnökválasztást.

## Politikai helyzete

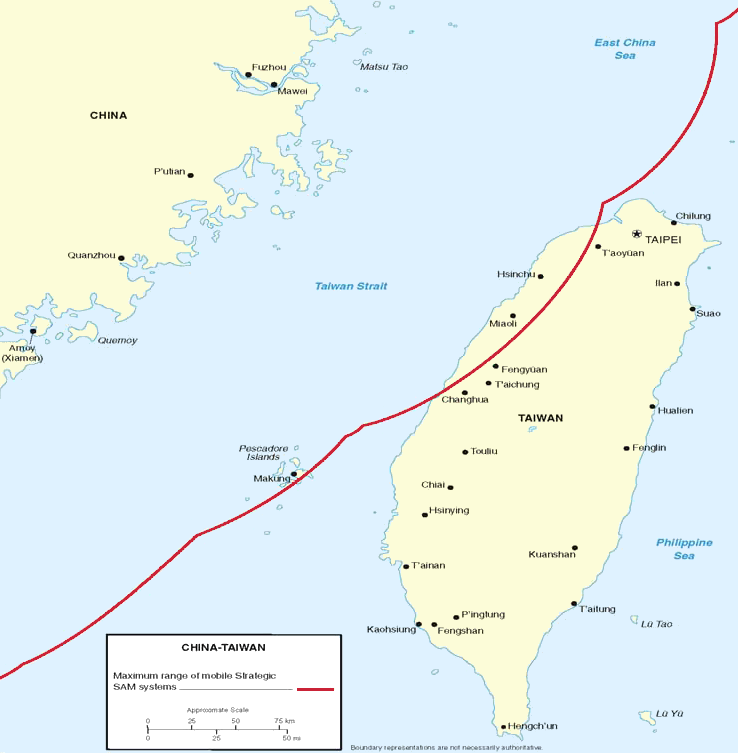
A KNK föld-levegő rakétáinak hatótávolsága a Tajvani-szoros felett

A Kínai Köztársaság politikai státusa folyamatos vita tárgya. A Kínai Népköztársaság (KNK) szerint a Kínai Köztársaság kormánya nem legitim. Ezzel szemben a Kínai Köztársaság, amelynek saját alkotmánya, függetlenül választott elnöke és jelentős számú hadereje van, független államként tekint magára. Területét a Kínai Népköztársaság sohasem irányította. Egy 2010-es felmérés szerint a tajvaniak 64%-a elégedett a status quo-val, 19% a teljes függetlenséget támogatta, és 5% szeretné, ha az ország egyesülne Kínával.
A Kínai Népköztársaság (KNK) az „egy Kína”-politika keretében, az „elszakadásellenes törvény” (Fan-Fenlie Koucsia Fa (Fǎn-Fēnliè Guójiā Fǎ)) értelmében kész arra, hogy amennyiben békés tárgyalások útján nem sikerül Tajvant Kínához csatolni, úgy erőszakkal fogja azt megtenni. Ehhez Fucsien (Fujian) tartomány partjára katonai légvédelmi eszközöket telepítettek. A KNK arra törekszik, hogy más országok ne ismerjék el a Kínai Köztársaság független állam voltát.

### Az USA álláspontja
Az Amerikai Egyesült Államok a Kínai Köztársaság egyik fő szövetségese, a két fél kapcsolatát ma is az 1979-ben elfogadott Taiwan Relations Act határozza meg, amely kimondja, hogy az USA ellátja a Kínai Köztársaságot fegyverekkel, hogy meg tudja védeni magát, az azonban nem szerepel a törvényben, hogy egy esetleges támadás esetén maga az USA beavatkozna-e. 2010-ben az USA bejelentette, hogy 6,4 milliárd dollár értékű hadi felszerelést kíván eladni Tajvannak, mire Kína kijelentette, hogy ez a döntés a részükről gazdasági szankciókkal és a két ország nemzetközi együttműködésének romlásával járhat. Az USA úgy véli, mindkét országnak tartózkodnia kell az olyan cselekedetektől, illetve kijelentésektől, amelyek „egyoldalúan megváltoztatnák Tajvan státuszát”.

### Vélemények a Kínai Köztársaságon belül
A Kínai Köztársaságon belül két véglet létezik: az egyesülést támogató „kék tábor” (Pan-Blue Coalition) és a függetlenséget preferáló „zöld tábor” (Pan-Green Coalition).
A kék tábort a Kuomintang (Guomindang) (KMT) vezeti, amely támogatja a status quo fenntartását, a végső céljuk azonban az egyesülés. Mindazonáltal a KMT nem támogatja az azonnali vagy rövid időn belül történő egyesülést, mivel a párt legtöbb tagja és a lakosság többsége sem hajlandó azt elfogadni. Ma Jing-csiu (Ma Ying-jeou), a köztársasági elnök (illetőleg a KMT elnöke) a demokratikus rendszert, a Kínai Köztársaság gazdasági fejlettségéhez hasonló szintet és a javak igazságos elosztását tűzte ki Kína számára feltételként az egyesüléshez.
A Demokratikus Progresszív Párt, a zöld tábor vezetője, hivatalosan a függetlenséget támogatja, gyakorlatilag azonban szintén a status quo ideiglenes fenntartása mellett voksol, mivel a közvélemény és a párttagok nagy része nem akarja provokálni a Kínai Népköztársaságot.

#### Nemzeti identitás
Az ország politikai státusának bizonytalansága a nemzeti identitástudatra is hatással van. Tajvan lakosságának körülbelül 98%-a a han kínaiak leszármazottja, akik 1661 és 1895 között, illetve az 1940-es és 1950-es években a kontinentális Kínából vándoroltak be. A kulturális örökség mellett azonban a tajvani lakosok nemzettudatára a több száz éves földrajzi elszigeteltség, a körülbelül százéves politikai szeparáció és a külföldi (japán, amerikai) hatások, valamint a Kínai Köztársaság és a Kínai Népköztársaság között zajló politikai feszültség egyaránt hatással volt. A megkülönböztetett tajvani identitás (szemben a kínai indentitáson belüli tajvani nemzettudattal) a demokratizálódás óta gyakori témája a politikai csatározásoknak. A tajvani identitás elfogadása megkülönböztetné az országot a kontinentális Kínától, ezért a de facto tajvani függetlenségtől a de jure függetlenség felé vezető első lépésnek lehetne tekinteni. A „zöld tábor” a megkülönböztetett tajvani identitást támogatja, míg a „kék tábor” a kínai identitást. A Kuomintang (Guomindang) azonban az utóbbi időben inkább a kínai identitáson belüli tajvani nemzettudatot támogatja.
Egy 2009 márciusi felmérés alapján a válaszadók 49%-a tartotta magát tajvaninak, 44% pedig tajvaninak és kínainak, és 3% tartotta magát csak kínainak. Egy másik, 2009 júliusában készült felmérés szerint a válaszadók 82,8%-a vélte úgy, hogy a Kínai Köztársaság és a Kínai Népköztársaság két különálló állam, amelyek önállóan fejlődnek. Egy 2009 decemberi közvélemény-kutatás alapján a válaszadók 62%-a tartotta magát kizárólag tajvaninak, 22% tajvaninak és kínainak és 8% csak kínainak. A 18–29 évesek közül 75% csak tajvaninak vallotta magát.
| Felmérés                                                                             | Tajvani | Kínai | Tajvani és kínai          |
| ------------------------------------------------------------------------------------ | ------- | ----- | ------------------------- |
| Kutatási, Fejlesztési és Értékelési Bizottság, Végrehajtó Jüan (Yuan) (2008 április) | 67,1%   | 13,6% | 15,2%                     |
| TVBS Poll Center (2008 június)                                                       | 45%     | 4%    | 45%                       |
| Common Wealth Magazine (2009 december)                                               | 62%     | 8%    | 22%                       |
| Nemzeti Csengcsi (Chengchi) Egyetem (2010 június)                                    | 51,6%   | 3,8%  | 40,4%                     |
| TVBS Poll Center (2009 március)                                                      | 72%     | 16%   | (nem volt a kérdés része) |
| TVBS Poll Center (2009 március)                                                      | 49%     | 3%    | 44%                       |

## Államszervezet

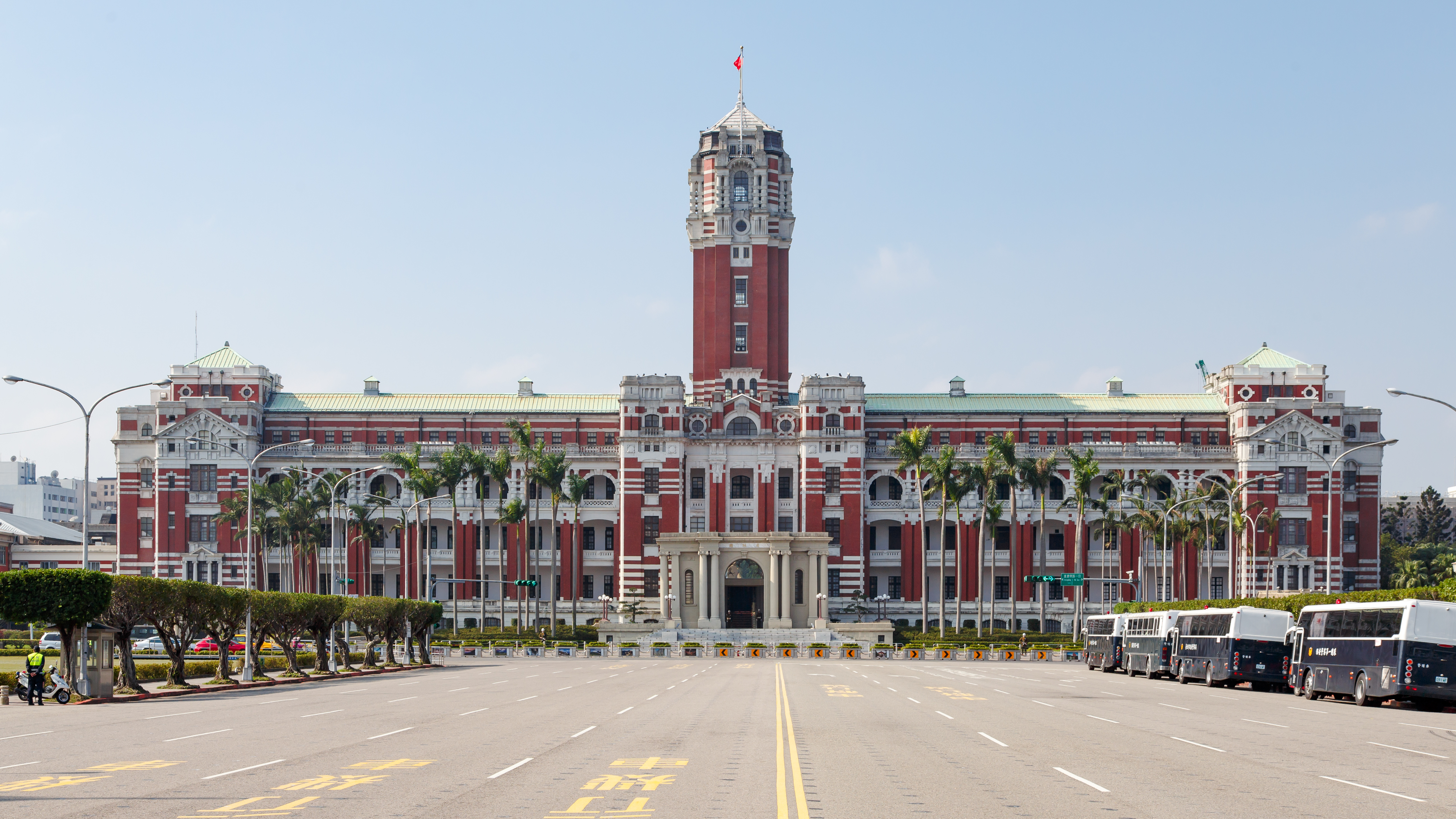
Az elnöki palota Tajpejben

A Kínai Köztársaság államszervezete az alkotmányon és a „három népi elven” alapszik, amely kimondja, hogy az ország „a nép demokratikus köztársasága kell, hogy legyen, amelyet a nép irányít, a népért.” A nacionalizmus elve szerint a Kínai Köztársaság független állam, amelynek joga van egyenrangú félként fellépni nemzetközi fórumokon, illetőleg kimondja az országban élő különféle nemzetiségek egyenlő jogait. A néphatalom elve biztosítja minden állampolgárnak a politikai és civil jogokat, a népjólét elve alapján pedig a kormánynak az a kötelessége, hogy hatalmát a nép szolgálatába állítsa és virágzó gazdaságot, valamint igazságos társadalmat biztosítson a nép számára.
Az alkotmányt 1946. december 25-én fogadták el, és 1947. december 25-én lépett hatályba.

### Törvényhozás, végrehajtás, igazságszolgáltatás
A kormányzat öt jüan (yuan)ra, azaz kamarára épül, ezek a végrehajtó jüan (yuan) (executive), a törvényhozó jüan (yuan) (legislative), az igazságszolgáltató jüan (yuan) (judicial), a vizsgáztatói jüan (yuan) (examination) és a vizsgálói jüan (yuan) (control). Az elnököt négyévente választják, és egyszer választható újra. A végrehajtó jüan (yuan) elnökeként funkcionáló miniszterelnököt az elnök nevezi ki. Az elnök nem rendelkezik vétójoggal a törvényhozás döntéseivel szemben.
A törvényhozó jüan (yuan) 113 választott képviselőből áll; a választásokat négyévente tartják. Az igazságszolgáltató jüan (yuan) 15 bíróból áll, beleértve az elnököt is. A tagokat az elnök jelöli és nevezi ki, a törvényhozó jüan (yuan) beleegyezésével. A bírókat nyolc évre nevezik ki, és közvetlenül nem nevezhetőek ki újabb terminusra. A Kínai Köztársaságban érvényben van a halálbüntetés. 2006-ban a lakosság csaknem 80%-a támogatta a halálbüntetés fenntartását. A vizsgáló jüan (yuan) feladata a törvényhozó jüan (yuan) munkájának ellenőrzése. A jüan (yuan) 29 tagból áll, akiket a törvényhozó jüan (yuan) beleegyezésével az elnök nevez ki hat évre. 2005-től 2008-ig a vizsgáló jüan (yuan) működését felfüggesztették, mert az elnök és a törvényhozás nem tudott megegyezni a jelöltek személyéről. A vizsgáztatói jüan (yuan) feladata a köztisztviselők kiválasztási és vizsgáztatási rendszerének működtetése, illetőleg minden, a köztisztviselők munkáltatásával kapcsolatos feladat ellátása. 2008-ban 338 305 köztisztviselő dolgozott a Kínai Köztársaságban.

### Politikai pártok
A Kínai Köztársaságban 2009-ben 148 legális párt volt.
Ezek közül a legnagyobb a Kuomintang (Guomindang) (KMT) és a Demokratikus Progresszív Párt (DPP). A kisebb, de jól ismert pártok közé tartozik az Új Hatalom Párt (New Power Party), és az Első a Nép Párt (People First Party).

## Közigazgatás

A Kínai Köztársaság közigazgatási felosztása

A Kínai Köztársaság legfelsőbb szintű közigazgatási egysége a tartomány, ez azonban mára már névlegessé vált. A két névleges tartomány Tajvan tartomány (Tajvan és Penghu, valamint néhány kisebb sziget) és Fucsien (Fujian) tartomány (Csinmen, Macu és néhány más kisebb sziget). Az országnak korábban két tartományi szintű városa volt, Tajpej és Kaohsziung (Gāoxióng), 2010. december 25-én pedig ezek száma ötre emelkedett, Hszinpej (Xinbei), Tajnan (Tainan) és Tajcsung (Taichung) tartományi szintű rangra emelésével. Az életbe lépő új változtatások alapján a tartományokon és a tartományi rangú városokon kívül 14 megyét és 157 kerületet alakítottak ki. A tajvani közigazgatási rendszer különbséget tesz a tartományi városok, a megyei városok, az úgynevezett városkörzetek (urban township) és falukörzetek (rural township) között.

### Követelt területek

A Kínai Köztársaság területi követelései

A Kínai Köztársaság 1949-től egészen a statárium 1987-es feloldásáig Kína egyetlen jogerős kormányának tekintette magát. Bár Csen Suj-pien (Csen Suj-pien) (2000–2008) kormánya aktívan nem követelte egész Kína területét, a Kínai Köztársaság határait nem vizsgálták felül és nem húzták meg újra. Így elméletben a köztársaság területéhez tartozónak tekinti a kontinentális Kínát, több szigetet, Mongóliát és Oroszország egyik tagköztársaságát, Tuvát is. 2008-ban Ma Jing-csiu (Ma Ying-jeou) elnök egy interjúban megerősítette, hogy a Kínai Köztársaság továbbra is területéhez tartozónak tekinti kontinentális Kínát, azonban nem törekszik aktívan az újraegyesítésre, hanem inkább a status quo fenntartását támogatja, a Kínai Népköztársasággal való kapcsolatuk javítása érdekében.
Bár a Kínai Köztársaság a területei követelései miatt elméletben a kontinentális Kínában élőket is saját állampolgárainak tekinti, a gyakorlatban azonban megkülönböztetik azokat, akik az effektíve általuk adminisztrált területeken élnek, és azokat, akik a szárazföldön laknak. A kontinentális Kínában élőknek külön beutazási papírokra van szükségük, és nincs szavazati joguk.
A Kínai Köztársaság igyekszik javítani a viszonyát az elméletben területéhez tartozónak tekintett Mongóliával is, és ma már elismeri Mongólia független állam voltát.

## Külkapcsolatok

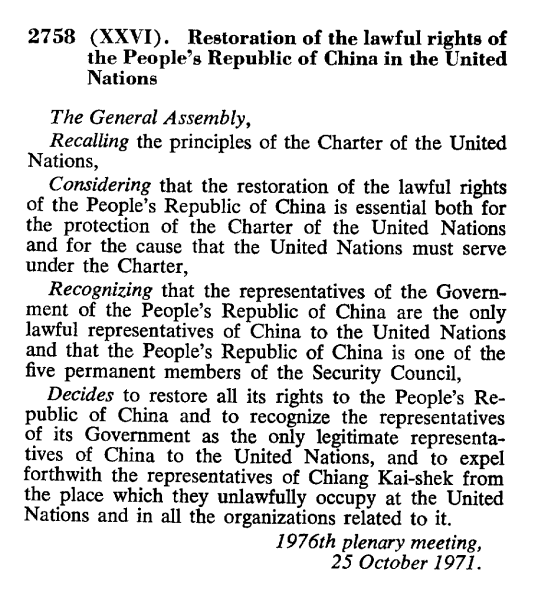
Az ENSZ 2758-as számú határozata, amely megfosztotta a Kínai Köztársaságot az ENSZ-tagságtól

1928 előtt a Kínai Köztársaság külpolitikája a belső viszályok folytán meglehetősen bonyolult volt. Miután a Kuomintang (Guomindang) legyőzte a Pejjang (Beiyang)-kormányt, a Kínai Köztársaságot széleskörűen elismerték külföldön. Miután a Kínai Köztársaság Tajvanra húzódott vissza, a nyugati világ jó része továbbra is kapcsolatot tartott vele. Az 1970-es években azonban a Kínai Népköztársaságot kezdték elismerni, és több ország megszakította a kapcsolatát a Kínai Köztársasággal. 1971-ben az Egyesült Nemzetek Szervezete is a KNK-t ismerte el Kína legitim képviselőjének mint államot, és megfosztotta a Kínai Köztársaságot korábbi tagságától.
Mivel csak kevés ország ismeri el a Kínai Köztársaságot, az ország tagja az ENSZ-ben Nem Képviselt Nemzetek és Népek Szervezetének (Unrepresented Nations and Peoples Organization), ahol a Taiwan Foundation for Democracy képviseli az országot Tajvan név alatt.

### Diplomáciai kapcsolatok

Államok, amelyek diplomáciai kapcsolatot tartanak fenn a Kínai Köztársasággal
diplomáciai kapcsolatok és nagykövetség Tajpejben
diplomáciai kapcsolatok

A Kínai Népköztársaság megszakít minden diplomáciai kapcsolatot azon országokkal, amelyek elismerik a Kínai Köztársaságot. 2023-es adatok alapján 12 ország ismeri el Tajvant, ezek:
| - Belize - Guatemala - Haiti - Marshall-szigetek - Palau - Paraguay | - Saint Kitts és Nevis - Saint Lucia - Saint Vincent és a Grenadine-szigetek - Szváziföld - Tuvalu - Vatikán |

A legtöbb ország nem hivatalosan ismeri el Tajvan önálló ország voltát és nem hivatalos kapcsolatokat tart fenn vele, a Tajpej Képviseleti Iroda néven működő de facto nagykövetségeken keresztül, ahol például a vízumügyeket is lehet intézni. Az USA az American Institute in Taiwan intézményén keresztül ápol nem hivatalos kapcsolatokat az országgal.
Magyarország sem ismeri el Tajvant önálló államnak, de 1998 óta a tajpeji Magyar Kereskedelmi Iroda révén állandó képviselettel rendelkezik a szigeten. Az iroda egyúttal teljes körű konzuli érdekvédelmi szolgáltatást is nyújt a szigetre látogató magyaroknak. Tajvan hasonlóképpen Magyarországon is a Tajpej Képviseleti Irodán keresztül képviselteti magát.

## Védelmi rendszer

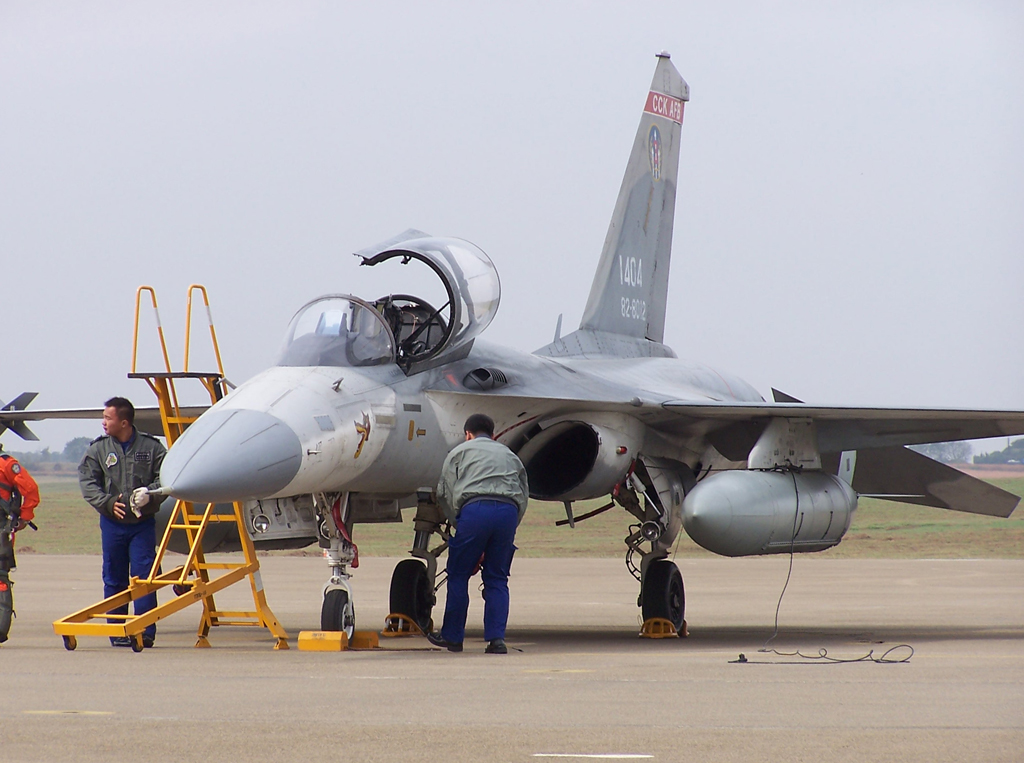
F–CK–1 Ching Kuo vadászrepülőgép

A Kínai köztársaság hadserege a Szun Jat-szen (Sun Yat-sen) által 1925-ben Kuangtung (Guangdong)ban létrehozott Nemzeti Forradalmi Hadseregen alapszik. Amikor a polgárháború végén a kommunisták győztek, a Nemzeti Forradalmi Hadsereg nagy része Tajvanra vonult vissza a kormánnyal együtt. Később ebből a hadseregből hozták létre a köztársaság új, megreformált hadseregét.
A Kínai Köztársaság mai hadserege nagy létszámú, fejlett technológiával rendelkezik, és elsődleges feladata az ország védelme egy esetleges támadás esetén a Kínai Népköztársaság részéről. 1949-től az 1970-es évekig a hadsereg legfőbb feladata közé tartozott a „szárazföldi Kína visszaszerzése”. Ahogy a hadsereg a védekezésre kezdett összpontosítani, a szárazföldi erők helyett a légierőre és a haditengerészetre helyezték a hangsúlyt. A haderő irányítása átkerült a civil kormányhoz.
A Kínai Köztársaság 2015-re a kötelező sorkatonai szolgálatot önkéntes szolgálattal váltaná fel, a haderő létszámát 215 000 főre tervezik csökkenteni. 2009-ben a hadsereg létszáma körülbelül 300 000 fő volt. A sorkatonai szolgálat még kötelező minden, alkalmasnak talált 18 éves férfi számára, de lehetőség van a civil katonai szolgálatra is. A kötelező sorkatonai szolgálat idejét a teljes eltörlésig folyamatosan csökkentik, 2009-re 12 hónapra szállították le.

## Népesség

Tajvan népsűrűsége 2019-ben

2020-as adatok szerint a Kínai Köztársaság lakosságának becsült száma 23 603 049 fő. A világ tizenkettedik legnagyobb népsűrűségű országa, 652 fő/km²-es népsűrűséggel. A lakosság 98%-a han kínai, 2%-a pedig ausztronéz tajvani őslakos. A születéskor várható élettartam 80,6 év; valamivel több férfi születik, mint nő.

### Vallás
2005-ös adatok szerint a lakosság 81%-a követője valamely vallásnak, és körülbelül 14–18% nem tartja magát vallásosnak. Az öt legelterjedtebb vallás a buddhizmus (körülbelül 8 millió fő), a taoizmus 7 600 000 fő), a jikuan taoizmus (kb. 800 000 fő), a protestantizmus (kb. 600 000 fő), valamint a katolicizmus (kb. 300 000 fő. A CIA és más amerikai források szerint a lakosság 80–90%-a a mahájána buddhizmus, a konfucianizmus és a taoizmus hagyományos kínai keveréke szerint él.

### Nyelv
Az ország hivatalos nyelve a mandarin, a lakosság többsége azonban beszéli a min nyelvek csoportjába tartozó tajvani min nyelvet (a hokkien nyelv egy változatát), illetve sokan beszélik még a hakka kínait is. Az őslakosok nyelvei kihalóban vannak.
Akárcsak Hongkongban és Makaón, a Kínai Köztársaságban is a hagyományos kínai írást alkalmazzák, a Kínai Népköztársaságban preferált egyszerűsített kínai helyett. A Kínai Köztársaságban használt írásjegyek egy része azonban különbözik a hongkongi vagy makaói írásjegyektől.

### Szociális rendszer
A Kínai Köztársaság szociális támogatására azok a családok jogosultak, ahol az egy főre eső jövedelem nem haladja meg az adott adminisztrációs területnek megfelelő átlagos létfenntartási költségek 60%-át. 2008 óta azok a szülők, akiknek kétévesnél kisebb gyermekük van, és összes éves jövedelmük nem haladja meg az 1,5 millió tajvani új dollárt, jogosultak havi 3000 NT$-re (kb. 20 000 forint). Az állam külön szociális támogatást nyújt az értelmi vagy testi fogyatékos gyermekek családjának.
2008-as adatok szerint a Kínai Köztársaság lakosságnak 10%-a 65 év feletti, míg az előrejelzések szerint 2025-re 20% lesz a 65 év felettiek száma. Az idősek nagy részét valamely családtagjuk látja el, de az ország területén 1074 nyugdíjasotthon is található. Az intézményi ellátásban nem részesülő nyugdíjasok havonta 3000 és 6000 tajvani dollár közötti összeget kapnak az államtól. Magatehetetlen nyugdíjast ellátó családok havi 5000 tajvani dollár szociális segélyt kapnak. A nyugdíjasok számára ingyenes az általános orvosi ellátás és az influenza elleni oltás, kedvezmények járnak a tömegközlekedés és bizonyos kulturális programok igénybevételekor, és ingyenes az étkezés. 2007-ben vezették be azt a törvényt, amely kimondja, hogy minden olyan 25 és 65 év közötti felnőtt, aki nem rendelkezik munkahelyi társadalmi biztosítással (pl. munkanélküliek, háztartásbeliek, önalkalmazásban lévők), a nemzeti nyugdíjprogramon keresztül kapnak biztosítást.
A bennszülött lakosság számára további lehetőségeket is biztosít a tajvani állam. A munkatörvény értelmében minden állami hivatalban, iskolában és a 100 főnél több személyt foglalkoztató vállalatoknál a munkaerő legalább 1%-ának a bennszülött lakosságból kell kikerülnie. A bennszülött származású családok részére az állam alacsonyabb kamatú lakáskölcsönt, illetve kedvezőbb bérleti lehetőséget kínál. A bennszülött származású diákok különféle ösztöndíjakra jogosultak.

#### Egészségügy

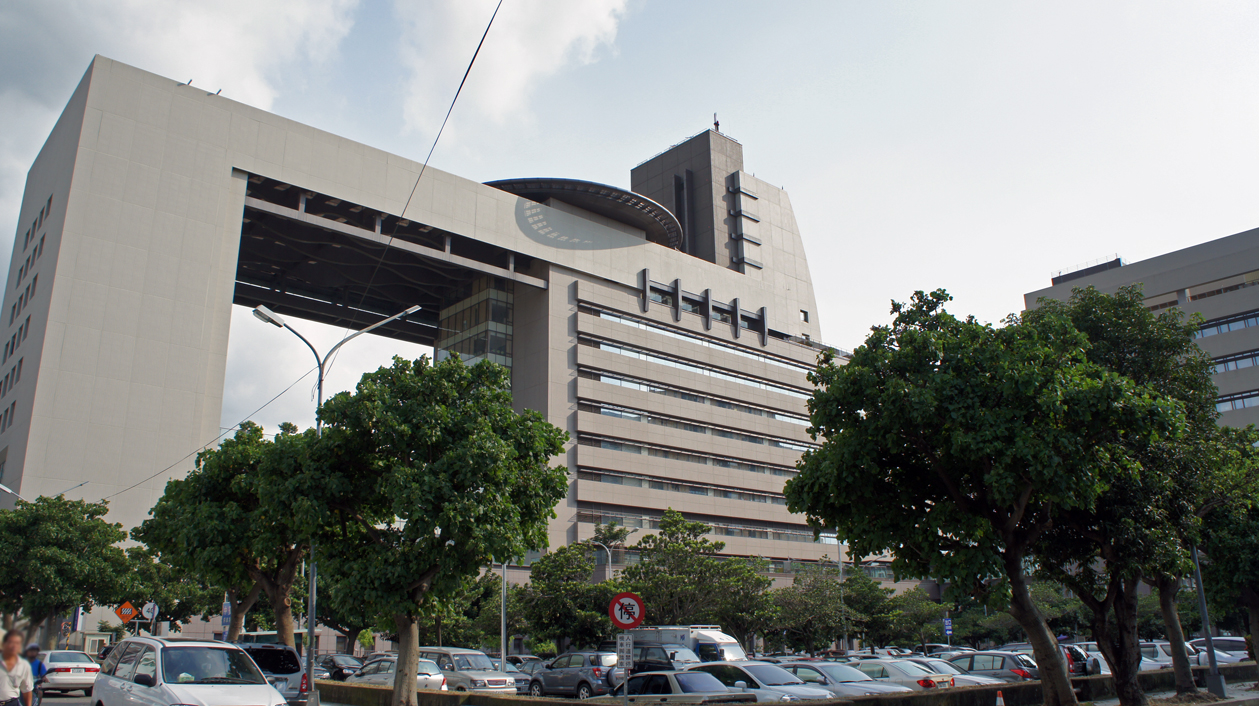
A tajcsungi Kínai Orvostudományi Egyetem Kórháza

Tajvanon a férfiak születéskor várható élettartama 1998 és 2008 között 73,1 évről 75,5 évre, a nőké pedig 78,9 évről 82 évre nőtt, amit az ország többek között a „kiválónak” minősített egészségügyi ellátási rendszernek tulajdonít. Az egységes egészségbiztosítási rendszer 1995-től van érvényben, és mindenkinek kötelező csatlakozni hozzá, beleértve a Tajvanon négy hónapnál tovább tartózkodó külföldi állampolgárokat is. A biztosítás mértéke a mindenkori adózó jövedelem 4,55%-a. Az egészségbiztosítás keretein belül 24 000 intézményben vehetőek igénybe a szolgáltatások; a biztosítás olyan drága beavatkozásokra is kiterjed, mint a szervátültetés vagy a HIV/AIDS‑terápia. 2008-ban 515 kórház és 19 659 rendelőintézet működött az országban. 2008-ban a legtöbb halálesetet okozó betegség a rák valamely formája volt, a második és harmadik helyen a szív‑ és érrendszeri megbetegedések, a negyedik helyen pedig a tüdőgyulladás állt. A kormány a dohánytermékek és a dohányzás korlátozásával igyekszik javítani az egyik legtöbb halálesetet okozó tüdőrák statisztikáin, tilos a dohányzás például a munkahelyeken, az iskolákban, a zárt vendéglátóhelyeken, a vasútállomásokon; a bevásárlóközpontokban, az egyetemeken és a szórakozóhelyeken, vendéglátóhelyeken, illetve a szállodákban akkor megengedett, ha van erre kijelölt, szellőztethető helyiség.
A nyugati orvostudomány mellett Tajvanon népszerű a hagyományos kínai orvoslás is; több mint tízezer ilyen orvost tartanak nyilván. A kormány több kutatási-fejlesztési programmal is támogatja a hagyományos orvoslást, a tajcsungi (taichungi) Kínai Orvostudományi Egyetem (China Medical University) pedig angol nyelvű kurzusokat is hirdet.

#### Munkanélküliség
Tajvan lakosságából kb. 10 millió fő munkaképes, a havi minimáljövedelem 17 280 NT$. 2008-ban a munkanélküliségi ráta 4,14% volt, 2020 januárjában pedig 3,64%.

## Gazdaság

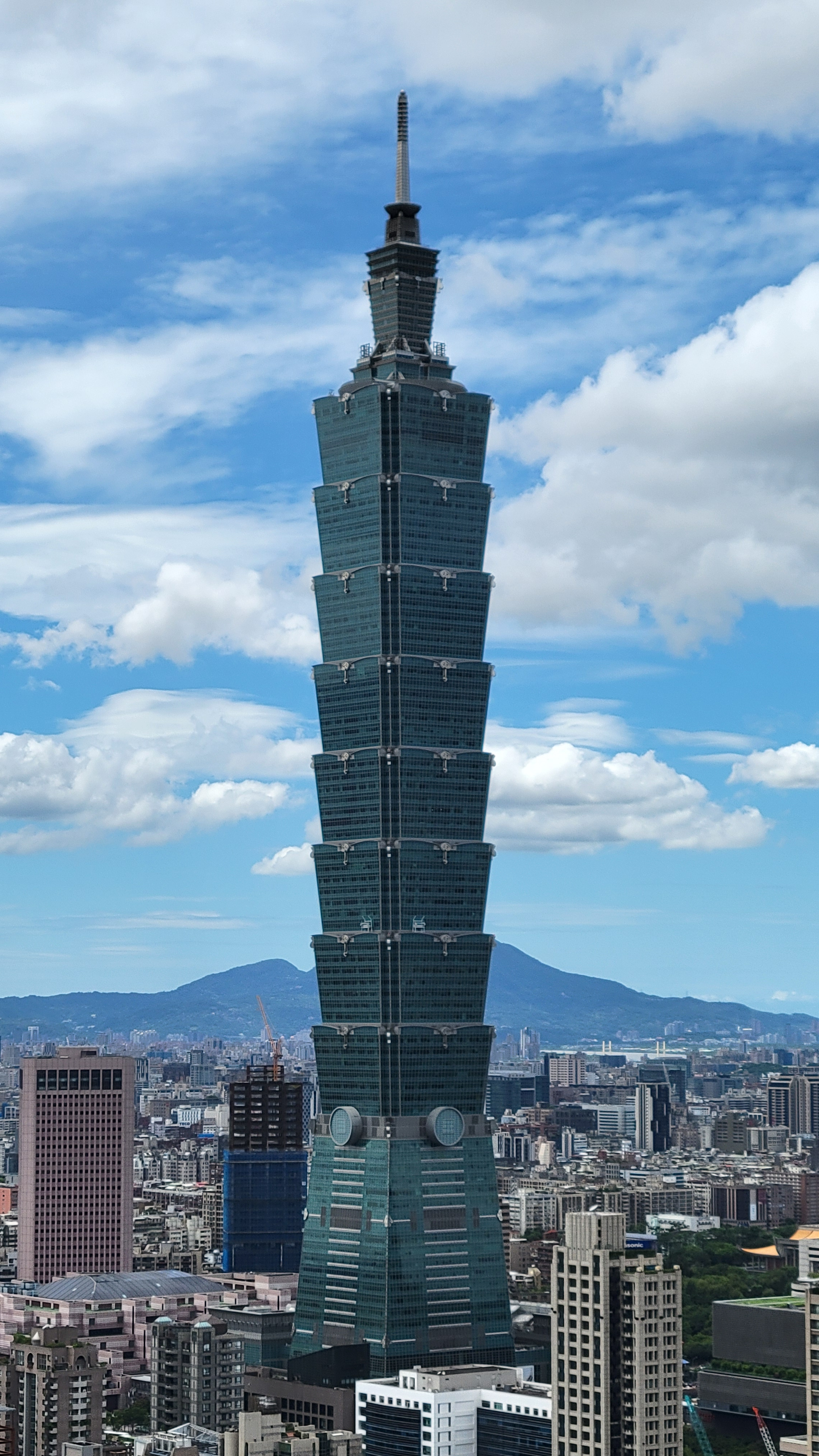
A Taipei 101 a tajvani gazdaság sikerének szimbóluma

A háborúk következtében 1945 után mind Kínában, mind Tajvanon hiperinflációval kellett számolni. A nacionalista kormány, hogy elszigetelje Tajvant a gazdasági válságtól, saját pénznemet hozott létre, és megkezdte az árstabilizációs programját. Ennek következtében sikerült látványosan lassítani az inflációt. A koreai háború kitörése után az Egyesült Államok segélyprogramjának köszönhetően 1952-re tudták stabilizálni az árakat.
A Kínai Köztársaság gazdasága ma exportorientált, egyre csökkenő állami beavatkozással; több, korábban állami tulajdonú ipari vállalatot és bankot privatizáltak. Az ország GDP-növekedésének 70%-át a főképpen elektronikai és gépipari termékekből álló export adja.
A Kínai Népköztársaság (KNK) és Tajvan gazdasági kapcsolatai a politikai ellentétek ellenére is gyümölcsözőnek mondható, A tajvani cégek első számú befektetési célpontja a KNK, 2008-ban több mint 150 milliárd dollár értékű volt a tajvani befektetés. A tajvani munkaerő mintegy 10%-a kontinentális Kínában dolgozik. A KNK egyben Tajvan legnagyobb importőre is, megelőzve az USA-t és Japánt. A kontinentális Kína területén körülbelül 50 000 tajvani cég működik. A munkaerő 58%-a a szolgáltatóiparban dolgozik, 36,8%-a az iparban és mindössze 1,6%-a a mezőgazdaságban. 2001-ben a mezőgazdaság a GDP-nek összesen csak a 2%-át tette ki, míg 1952-ben még 35%-át.
Tajvant a gyors gazdasági fejlődése miatt az „ázsiai tigrisek” között tartják számon. 2019-ben az ország gazdasági növekedését 2%-ra teszik, mellyel megelőzi a többi ázsiai tigrist. 2019-ben Tajvan gazdaságát az IMF a 21. helyre sorolta. A gazdaság versenyképessége tekintetében 2018-ban az IMD World Competitiveness Yearbook a 17. helyre sorolta.
A Kínai Köztársaság 2002 óta tagja a Kereskedelmi Világszervezetnek, Separate Customs Territory of Taiwan, Penghu, Kinmen and Matsu (Chinese Taipei) (Tajvan, Penghu, Csinmen és Macu külön vámterülete; kínai Tajpej) néven.

### Elektronikai nagyhatalom
Tajvan elégíti ki a világpiaci igény 80 százalékát laptop- és alaplapalkatrészek terén, míg 60 százalék a globális részesedésük a hálózati eszközök esetén, ennél fogva a világ vezető technológiai nagyhatalmának számít. Sok, a modern eszközök területén nélkülözhetetlen mikrotechnológiát egyedül a szigeten képesek megfelelő minőségben gyártani. Szerepe a globális ellátási láncban a félvezetők miatt gyakorlatilag megkerülhetetlen, a vele rivalizáló Kínát is képes lehet lehagyni.

## Infrastruktúra

### Közlekedés

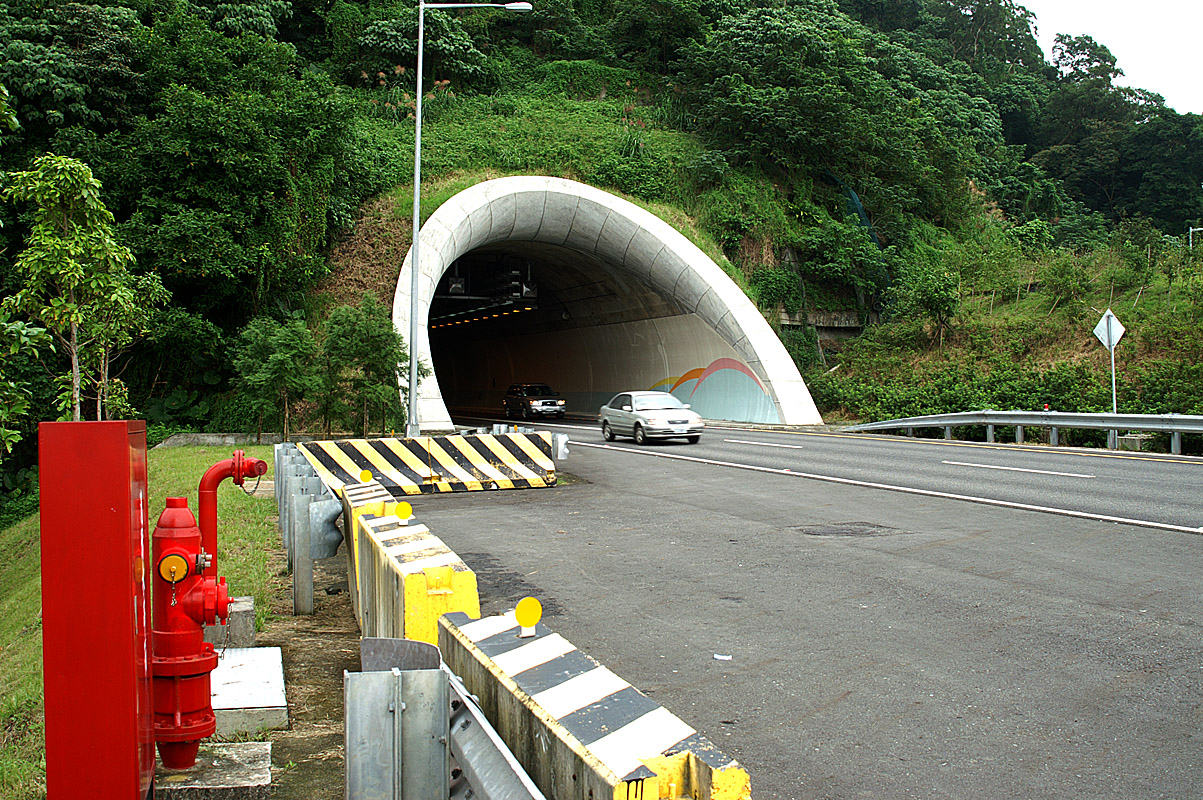
A Hszüesan-alagút (Xueshan-alagút) keleti bejárata

Tajvan szigetén mintegy 40 000 kilométernyi út biztosítja a szárazföldi közlekedést: ezek nagy része a fejlettebb nyugati részen koncentrálódik, itt halad a 373 km hosszú Szun Jat-szen (Sun Yat-sen) autópálya, amelyet 1970-es években építettek, valamint a 432 km hosszú Formosa autópálya, amelyet 1984-ben kezdtek építeni és 2004-re fejeztek be. Mindkettő észak–déli irányban halad. A kevésbé fejlett keleti oldalon is megindult az építkezés, a Tajpejt Pingtunggal összekötő autópálya egyes szakaszai már elkészültek, például a Csang Vej-suj (Chiang Wei-shui) autópálya, amely a világ ötödik leghosszabb alagútján, a 12,9 km hosszú Hszüesan-alagúton (Xueshan-alagúton) fut keresztül.
A Kínai Köztársaságban 2008-ban mintegy 5,7 millió gépkocsit és 14,4 millió motorkerékpárt tartottak nyilván. Utóbbi az egyik legnépszerűbb közlekedési eszköz az országban. A távolsági közlekedésben népszerűek az autóbuszjáratok: mintegy 7200 távolsági autóbusz szolgálta ki az utazóközönséget 2008-ban.
Az ország vasúthálózata mintegy 1100 kilométer hosszú, az állami Tajvani Vasúttársaság (Taiwan Railways Administration) 2008-ban naponta mintegy 490 000 utast szállított. 2007 januárjában helyezték üzembe a magántulajdonban lévő, 345 kilométer hosszú nagysebességű vasutat, amelynek nyolc állomása van. A gyorsvasút az egyébként négyórás utat Tajpej és Kaohsziung (Gāoxióng) között 90 perc alatt teszi meg; 2008-ban 30 millióan vették igénybe.
Tajvanon két városban található metró, Tajpejben és Kaohsziung (Gāoxióng)ban.
A szigeten hét kereskedelmi kikötő található, ezek 2008-ban összesen csaknem 13 millió TEU konténerforgalmat bonyolítottak le. Kaohsziung (Gāoxióng), Csilung (Keelung), Tajcsung (Taichung) és Tajpej kikötői szabadkereskedelmi övezetek.
2008-ban 35 légitársaság indított járatokat Tajvanra, és ugyanebben az évben indultak meg az első légi járatok Kína és Tajvan között is. A Kínai Köztársaságnak két nemzetközi repülőtere van, a Taojüan (Taoyuan) és a Kaohsziung nemzetközi repülőtér. 2012-re a Taoyuan repülőteret metróvonal fogja összekötni Tajpejjel. A két nagy repülőtéren kívül 16 belföldi repülőtér is üzemel, ezek közül több az ország kisebb szigetein található. A belföldi légi forgalom Tajvan szigetén jelentősen csökkent a gyorsvasút beüzemelése óta.
A tajvani Közlekedési Intézet 2004 óta olyan weboldalt üzemeltet, amely figyelemmel követi a közúti forgalmat az egész országban, lehetővé téve a közlekedők számára a dugók elkerülését és alternatív útvonalak választását. A weboldal ezen kívül a távolsági buszok, a vonatok, a gyorsvasút, a repülőjáratok és a hajók menetrendjét és aktuális jegyárait is közzéteszi, valamint több város tömegközlekedési információit is tartalmazza.

### Közművek

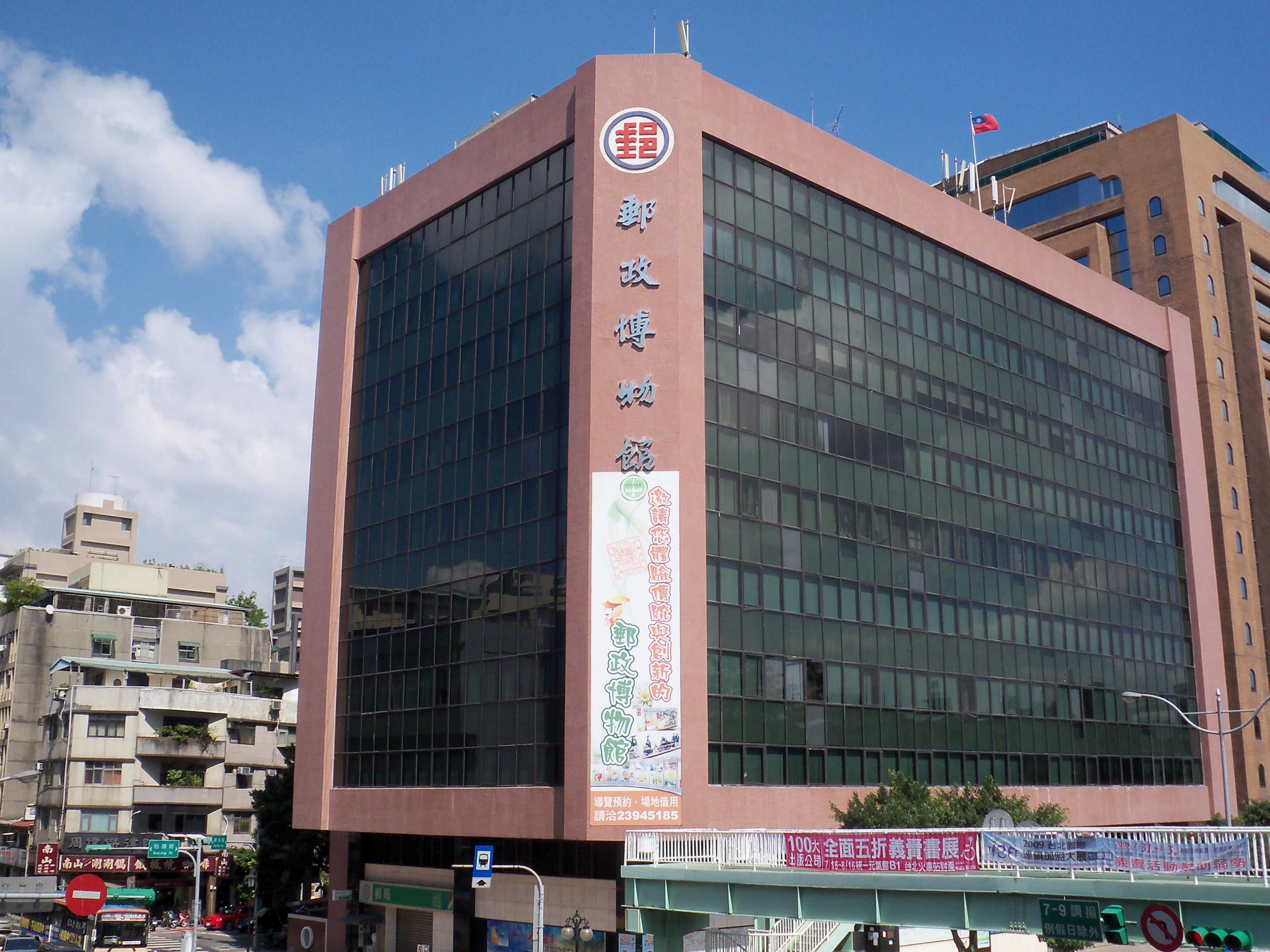
A Postamúzeum épülete Tajpejben

A postaszolgáltatásokat a Chunghwa Post látja el, amely 23 fő telephelyet, öt feldolgozóközpontot és 1321 postát üzemeltet. A vállalat állami tulajdonú; történetét 1896-ig, a kínai posta megalakulásáig tudja visszavezetni. A céget ma működő formájában 2003-ban hozták létre.
1996-ig az egyedüli telefonszolgáltató az állami tulajdonú Chunghwa Telecom volt. Ekkor jelentek meg a magáncégek a piacon, illetve ekkor privatizálták a vállalatot is. 2007 óta a vállalat 35%-ban állami tulajdonú, s a cég szerepel a New York-i tőzsdén. A Chunghwa Telecom mobiltelefon- és internetszolgáltatóként is működik; legnagyobb versenytársa a piacon a Far EasTone Telecommunications és a Taiwan Mobile. Tajvan az egyik legfejlettebb ázsiai állam internettechnológiai szempontból, 2008 év végén több mint 7 millió előfizető rendelkezett széles sávú interneteléréssel az országban. 2005-ben Tajvan elindított egy olyan fejlesztési tervet, amelynek keretében WiMAX-hálózatot kívánnak kiépíteni az ország területén, illetve az állam támogatást nyújt olyan cégek számára, amelyek WiMAX-fejlesztéssel foglalkoznak.
Az elektromos áram fejlesztéséért és a villamoshálózat működtetéséért a Taipower (Taiwan Power Company) felelős. A Taipower maga is üzemeltet erőműveket (összesen 78-at, ebből 39 vízerőmű, 27 geotermikus erőmű, három atomerőmű és kilenc szélerőmű), de magáncégektől is vásárol energiát.
Az ország vízellátásáról a Taiwan Water Corporation gondoskodik, amelyet 1972-ben hoztak létre. A vízfelügyeletet 2002 óta a gazdasági minisztérium alá tartozó Vízforrás-felügyelőség látja el.

## Kultúra
Tajvan kultúrájában a kínai hagyományok keverednek a japán és nyugati hatásokkal. Az őslakosoknak is saját kultúrájuk van.
A Kínai Köztársaságban kétféle naptárat alkalmaznak, az egyik a Gergely-naptár, a másik a Minkuo-naptár (Minguo-naptár). Az utóbbi 1911, a köztársaság alapítása óta számolja az éveket.

### Oktatási rendszer

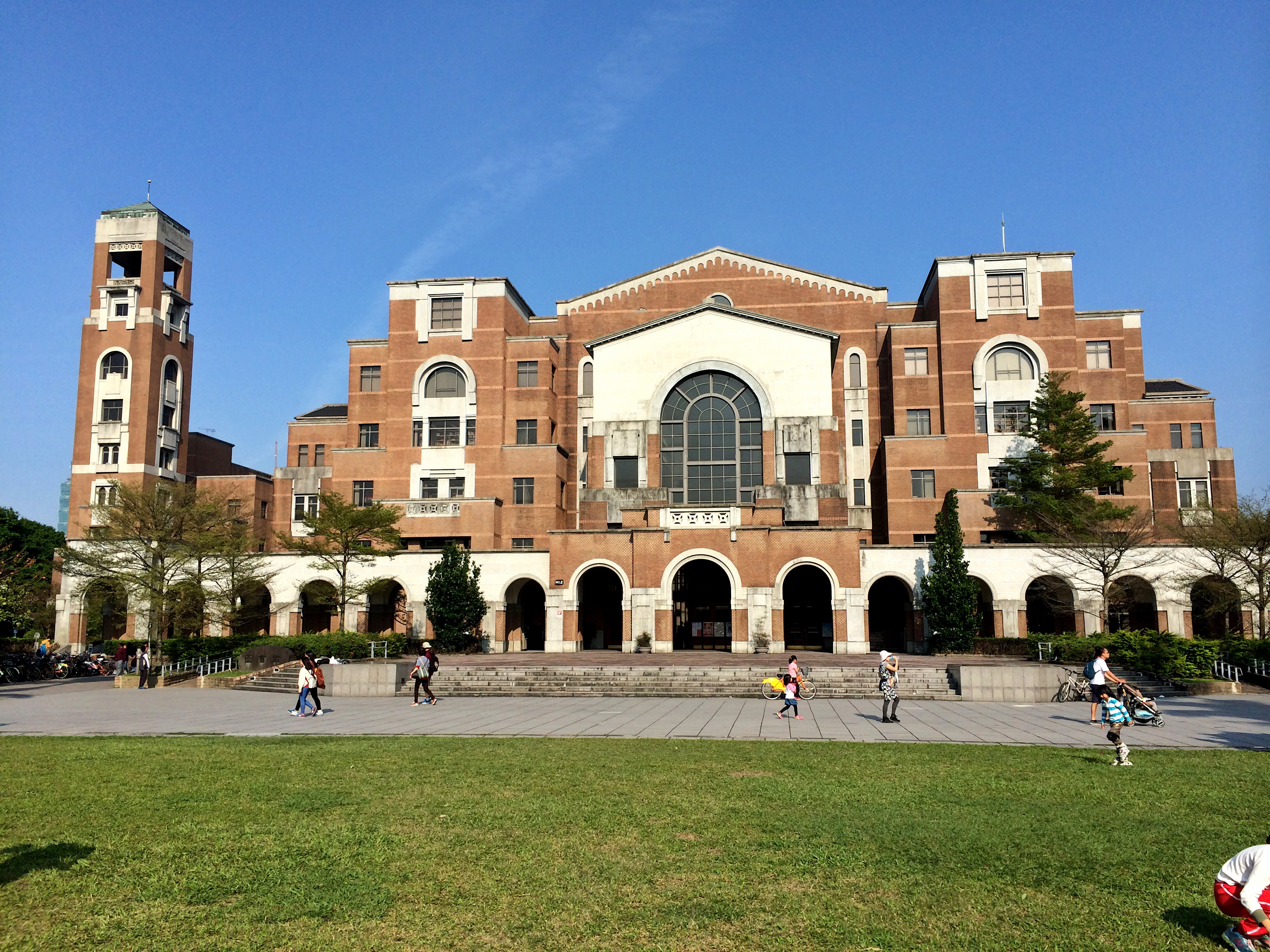
A Tajvani Nemzeti Egyetem (Kuoli Tajvan Tahszüe (Guólì Táiwān Dàxué)) épülete Tajpejben.

A felsőoktatási rendszert a japán megszállás ideje alatt építették ki, amikor azonban a Kínai Köztársaság átvette a hatalmat Tajvan felett, a rendszert a kontinentális Kína oktatásához igazították, amely az amerikai oktatási rendszer és a kínai rendszer egyfajta ötvözete.
A Kínai Köztársaságban az általános iskola hatosztályos, ezt a Junior High School-ra és Senior High School-ra osztott középiskola követi, mindkettő hároméves, s ezt követően lehet négyéves képzésre jelentkezni az egyetemekre. A Kínai Köztársaság diákjai a világ legjobban teljesítő diákjai közé tartoznak, különösen a matematika és a természettudományok terén. Az oktatási rendszert azonban számos kritika érte, mert elnyomja a kreativitást, és a tananyag memorizálását alkalmazza fő eszközként.
Sok diák jár különórákra, a vizsgafelkészülésre koncentráló speciális magániskolákba, főképp matematikából, természettudományokból és történelemből; a különórákon előadások, magánoktatás és ismétlőórák keretében segítenek a diákoknak.
2003-ban az írni-olvasni tudók száma a Kínai Köztársaságban a lakosság 96,1%-át tette ki.

### Kulturális intézmények
A Kínai Köztársaságban számos múzeum található. Az ország egyik nevezetessége a Nemzeti Palotamúzeum, amely több mint 700 000 kínai bronz-, jáde‑, porcelán műtárgyat, festményt, kalligráfiát állít ki. A gyűjtemény, amelyet a Kuomintang (Guomindang) hozott magával Kínából, olyan kiterjedt, hogy az állandó kiállítások tartalmát negyedévente cserélik, de így is tizenkét évbe telik, míg az összes műtárgyat bemutatják. A múzeum Csiaji (Chiayi) megyében található részlege az ázsiai teakultúrára, a buddhizmusra, az ázsiai szövetekre és a kék-fehér porcelánokra specializálódott. A nemzeti Szépművészeti Múzeum Tajcsung (Taichung)ban található, ahol a Ming és Csing (Qing)-korabeli művészek munkáin kívül kortárs tajvani művészek alkotásai is megtekinthetőek.
Tajpej megyében található egy különleges múzeum, amely Csu Ming (Ju Ming) kortárs tajvani szobrászművész munkáit mutatja be. A szobrász az 1980-as években külföldön is nagy hírnévre tett szert; munkái főképp emberábrázolások, hétköznapi emberektől a katonákon át a tajcsicsuant művelő harcművészekig sokféle témában alkot.
A Csang Kaj-sek-emlékcsarnok komplexumában található a Nemzeti Színház és a Nemzeti Hangversenyterem épülete. A Nemzeti Szun Jat-szen-emlékcsarnokban számos kulturális eseményt, koncertet, előadást tartanak.

### Művészetek
Tajvan zenei élete sokrétű, a bennszülött ausztronéz népek zenéje ugyanúgy megtalálható, mint a kontinentális Kínából származó hagyományos kínai zene, kínai opera vagy a nyugati klasszikus zene és könnyűzene. Tajvan az ázsiai mandarin nyelvű popzene fellegvára, olyan, Ázsia-szerte kedvelt előadókat adott a szakmának, mint a négyszeres World Music Awards-díjas Jay Chou, Jolin Tsai vagy a Fahrenheit együttes.
A tajvani filmművészet kezdete az 1900-as évek elejére tehető, bár ekkor még japánok forgattak mozgófilmet a szigeten. A fél évszázados japán megszállás rányomta bélyegét a tajvani filmművészetre: az első igazi tajvani játékfilmet 1922-ben bár kínai hatásra, tajvani tőkéből és tajvani színészekkel forgatták, a szakembergárda továbbra is japán volt. A második világháború végéig nem létezett önálló tajvani filmipar. Az 1960-as években a filmgyártás fellendült, évente 200–300 filmet, főképpen romantikus drámákat és harcművészeti alkotásokat forgattak, majd a hongkongi filmipar megerősödésének következtében a tajvani filmipar hanyatlásnak indult. Az 1980-as években az Edward Yanghoz és Hou Hsziao-hszien (Hou Hsiao-hsien)hez hasonló, új hullámos rendezők nemzetközi filmfesztiválokon értek el kritikai sikereket drámai alkotásaikkal, Tajvanon azonban nem voltak népszerűek. A második új hullám rendezői közül a legismertebb az Oscar-díjas Ang Lee. A 2000-es években a 7-Up-generációnak keresztelt fiatal rendezők alkotásai kezdték el újra népszerűvé tenni a tajvani filmeket.

### Népművészet
A tajvani népművészet elemeiben keverednek a bennszülött törzsek és a kínaiak által behozott kultúra tulajdonságai. Népszerűek a papírkivágások, a papíresernyő-készítés, a papírlámpás-készítés, a fafaragás, a falenyomatok készítése, a jádeszobrászat és a hímzés. A különféle törzsek népzenéje és néptáncai mellett a kínai hagyományokból eredő oroszlántánc és sárkánytánc is a tajvani kultúra része. A népművészet fontos kiállítóhelyei a taoista templomok, amelyek belső tereit gyakorta díszítik népmesei alakok festményei, de művészeti előadások (tajvani opera, népzenei előadások) és népművészeti versenyek (például lámpáskészítő versenyek) színhelyéül is szolgálnak.
Tajvanon az 1960-as évekig (a televízió megjelenéséig) igen népszerűek voltak a zenével kísért bábjátékok, főképp a kesztyűbábozás, amely a kontinentális kínai szokásoktól eltérően fejlődött a szigeten, és helyi jelleget öltött. Ma több bábszínház is működik az ország területén, és van külön televíziós csatorna is, amely kifejezetten ezzel a népművészeti ággal foglalkozik.

### Gasztronómia

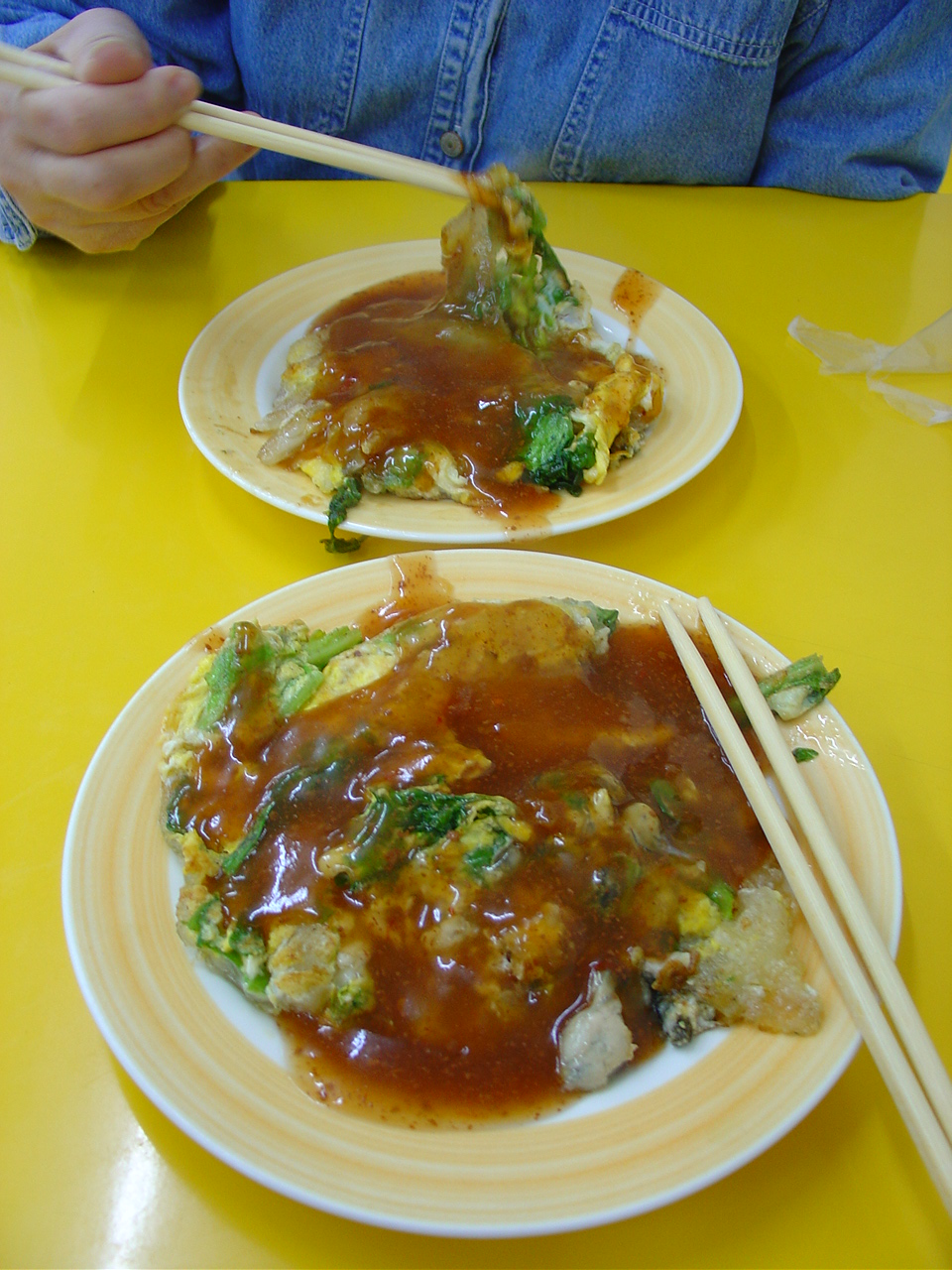
Tajvani osztrigaomlett

A tajvani konyha jellegzetessége, hogy többféle konyha keveréke. Mivel a lakosság nagy része han kínai származású, a kínai gasztronómia ételei meghatározóak, főképp a déli tartományok jellegzetességei keverednek: a hongkongi, szecsuani, csiangszui és csöcsiangi ételek vannak jelen. Emellett az ötvenéves japán uralom nyomán a japán gasztronómia is hatással volt a tajvani konyhára, valamint a bennszülött népek (holo, hakka) konyhája is.
Mivel Tajvanon kevés a művelhető termőföld, a gabonából készült ételek nem jellemzőek. Sok halat és egyéb tengeri élőlényeket (például kagylóféléket) fogyasztanak, a rizs gyakori kiegészítője az édesburgonya és a tarógyökér. A hal mellett főként csirkehúst fogyasztanak, a sertés‑, illetve marha‑ vagy bárányhús nem annyira jellemző, mert drága alapanyag. A buddhizmus hatására elterjedtek a vegetáriánus éttermek.
Az ételek enyhe fűszerezésűek; a legnépszerűbb gyümölcs‑ és zöldségfélék az ananász, a balzsamkörte (keserűtök), a fekete bab, a retek (amit savanyítva fogyasztanak), a földimogyoró; a fűszerfélék közül a csili, a petrezselyem és a bazsalikom.
A tajvani konyhában kedveltek az úgynevezett „falatok” (hsziao csi (xiao chi)), a kantoni konyhára is jellemző dim sumhoz, illetve a spanyol tapashoz hasonlóan az ételt kis adagokban szolgálják fel, a húst eleve apróbb darabokra vágva készítik.
Népszerűek az éjszakai piacok különféle falatozói, ahol például tajvani virslikülönlegességeket, állati vérrel kevert rizsből sütött o· bí-ko-t (烏米糕) és osztrigaomlettet lehet fogyasztani. Igazi tajvani különlegesség a csen csu naj csa (zhēn zhū nǎi chá) (珍珠奶茶), amit „buborékos teának” lehet fordítani. Az édes teaalaphoz különféle gyümölcsízű szirupokat vagy tejet öntenek, gyümölcsös tápiókagyöngyöket tesznek bele, és az egészet összerázzák, amitől az ital teteje habos lesz (innen ered a neve).

### Sport

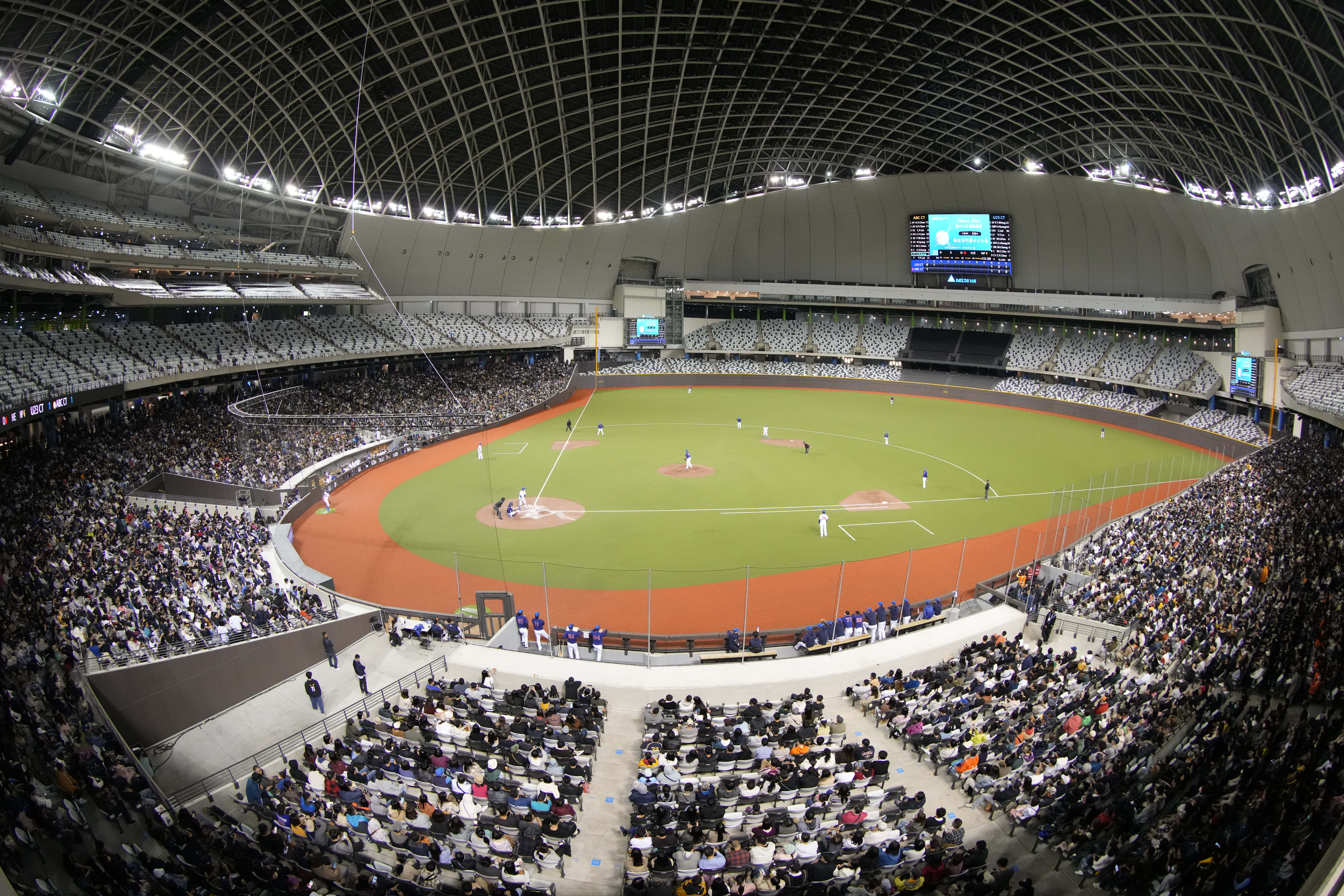
Taipei Dome

Tajvanon a legnépszerűbb sportok a baseball, a kosárlabda és a labdarúgás. A baseballt még 1895-ben a japánok mutatták meg a tajvaniaknak, és olyan népszerű lett, hogy még az olimpiákon is eredményesen szerepeltek: 1984-ben bronzérmet, 1992-ben pedig ezüstérmet szereztek. A sportolni vágyók körében a kosárlabda és az edzőtermek után népszerű még a tenisz, az úszás, a jóga és a tollaslabda.
Tajvanon rendezték meg 2001-ben és 2007-ben az ázsiai baseballkupát, továbbá 2007-ben a baseballvilágkupát, valamint évente rendezik a Tour de Taiwan kerékpáros körversenyt.
Tajvan a nemzetközi sporteseményeken Kínai Tajpej (Chinese Taipei) néven indul.

## Média

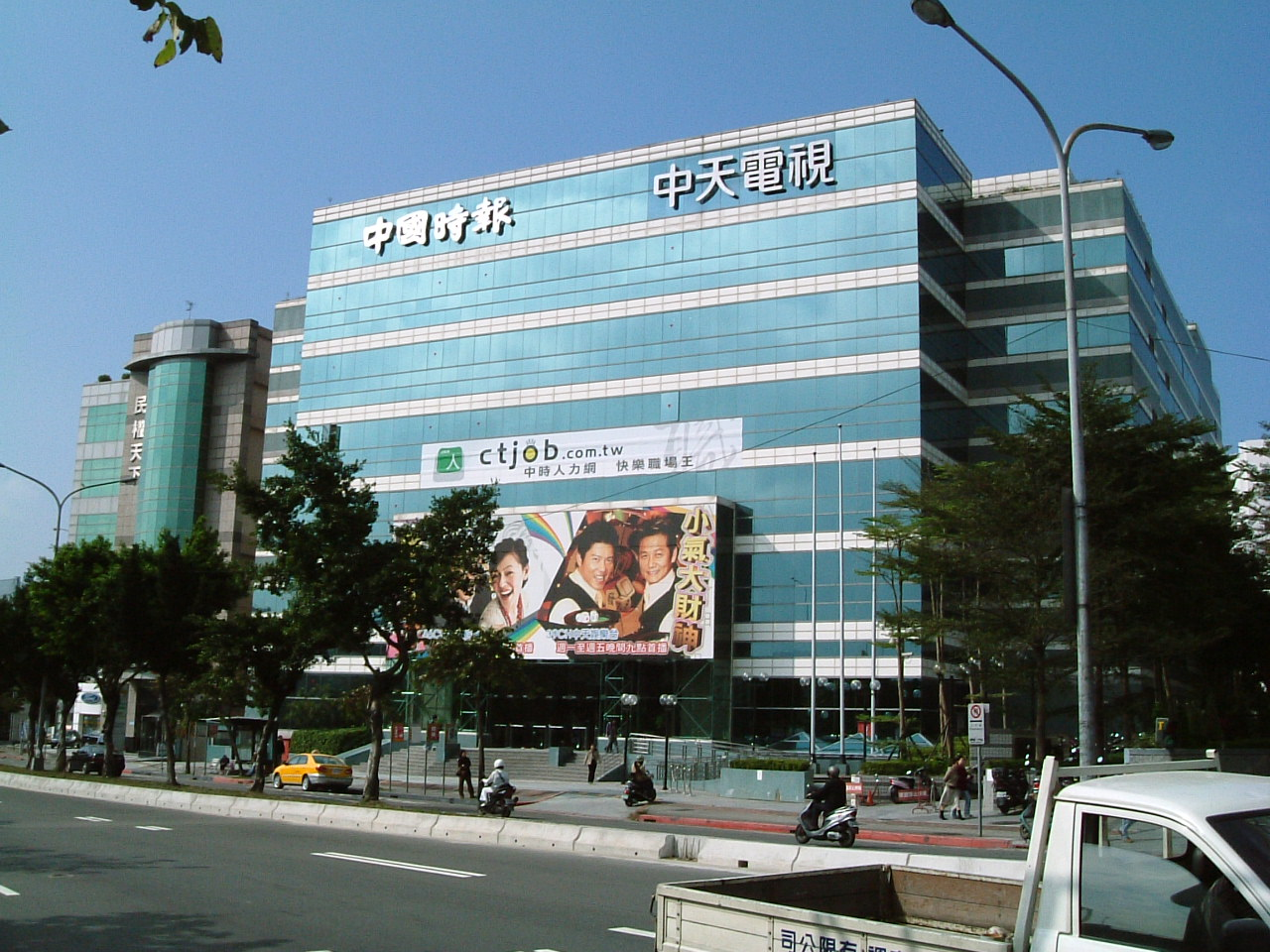
A CTiTV székháza

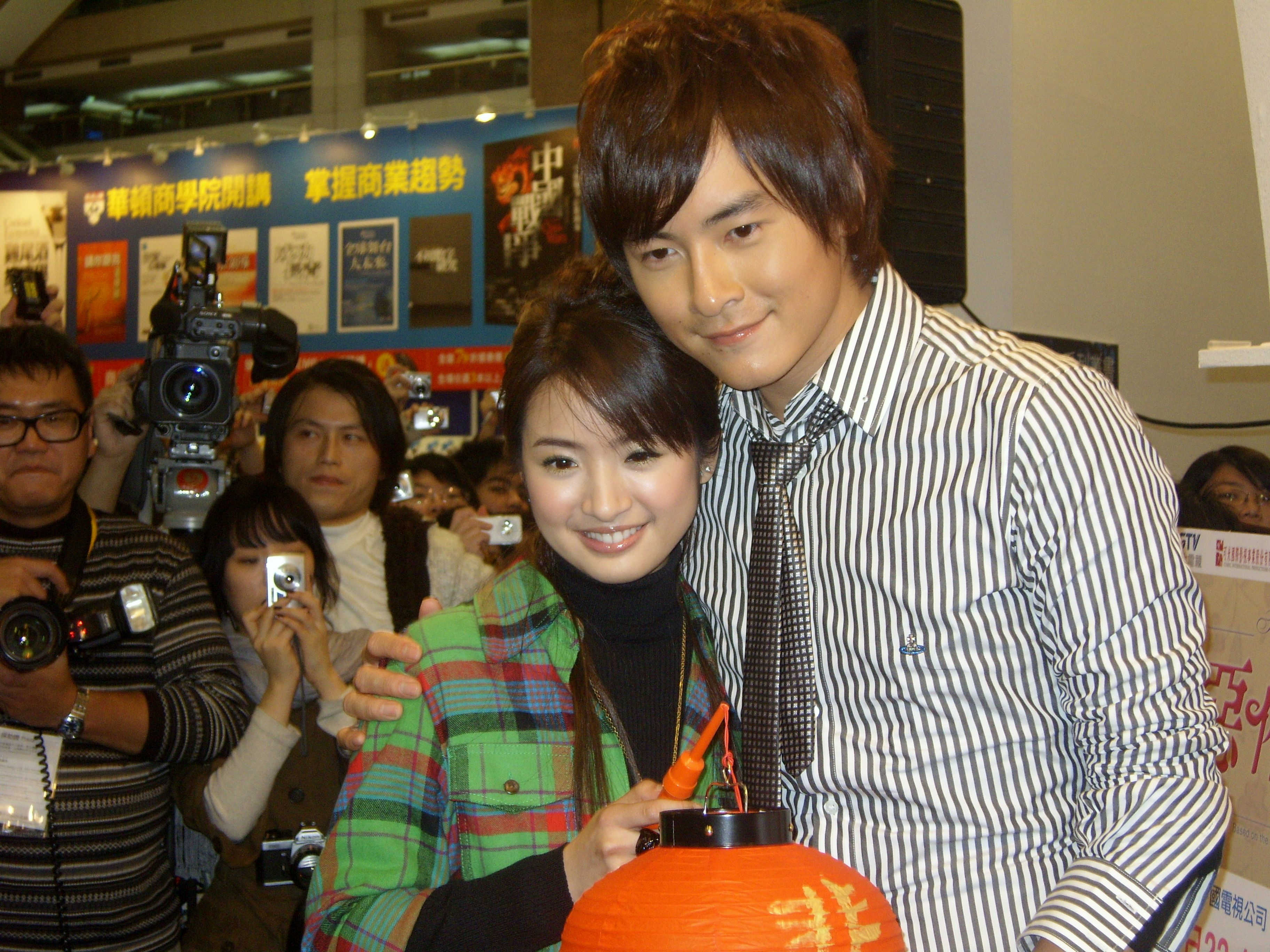
Ariel Lin és Joe Cheng az egyik népszerű tajvani drámasorozat, az It Started With a Kiss főszereplői

Amikor 1999-ben eltörölték a sajtószabadság korlátozását előirányzó törvényt, a médiaélet felélénkült Tajvanon. 2008-ra már több mint 1300 hírügynökség működött az országban: a nagy részük kisebb cég, amelyek magánklienseknek dolgoznak. A legnagyobb hírügynökség a nemzeti Központi Hírügynökség (中央通訊社, Csungjang Tunghszünsö (Zhōngyāng Tōngxùnshè), Central News Agency, CNA), amelyet 1924-ben alapítottak. A másik fontos hírügynökség a China Economic News Service (中國經濟通訊社, Csungkuo Csing Csi Tunghszünsö (zhōngguó jīng jì tōngxùnshè)), amely gazdasági és pénzügyi hírekkel foglalkozik.
A Kínai Köztársaságban csaknem 2000 újságot regisztráltak, ezekből azonban csupán harminc jelenik meg rendszeresen. A négy legnagyobb példányszámú napilap a The Liberty Times, az Apple Daily, a United Daily News és a China Times. A legnagyobb példányszámú a The Liberty Times, mintegy 700 000 példánnyal. A második legnagyobb Apple Daily leginkább bulvárhírekkel foglalkozik. Népszerűek az ingyenes napilapok, amelyeket a tömegközlekedési eszközökön (főként a metróban) osztogatnak. Az angol nyelvű napilapok közül a három legnagyobb a Taipei Times, a The China Post és a Taiwan News.
Rendkívül népszerűek a magazinok: több mint 6000-et tartanak nyilván, ezek 91%-át Tajpejben adják ki. A legkedveltebbek a gazdasági és pénzügyi magazinok, a bulvármagazinok, a divatlapok és az utazási magazinok. A legnépszerűbb bulvármagazin a Next Magazine.
2009-ben a Kínai Köztársaságban 172 rádióadó volt, a legnépszerűbbek a zenei rádiók, amelyek nyelve a mandarin és a holo, de a bennszülött lakosság nyelvein is találhatóak programok.
A televíziózás 1962-ben kezdődött: először három televízióadó dominálta a piacot, a Taiwan Television Enterprise, a Chinese Television System (CTS) és a China Television Company. Monopóliumuknak 1993-ban lett vége, amikor megjelentek az első kábeles és műholdas adók. Az első adók állami tulajdonban voltak; 2005 óta törvény tiltja, hogy az állam és a politikai pártok tulajdonjogot kapjanak médiacégekben. 2009-ben 79 hazai és 27 külföldi szolgáltató összesen 220 csatornát szolgáltatott Tajvanon. Egy 2008-as felmérés szerint az előfizetők 78,7%‑a a kábeltelevíziót preferálta. A legnézettebbek a hírcsatornák (TVBS-N, Sanlih, CTiTV, ETTV). Tajvanon népszerűek a külön műfajba sorolt szappanoperák, az úgynevezett tajvani drámák, amelyeket a helyi televíziótársaságok készítenek (például It Started With a Kiss, Hana Kimi). A népszerűbb alkotásokat más ázsiai országok is megveszik.

## Turizmus

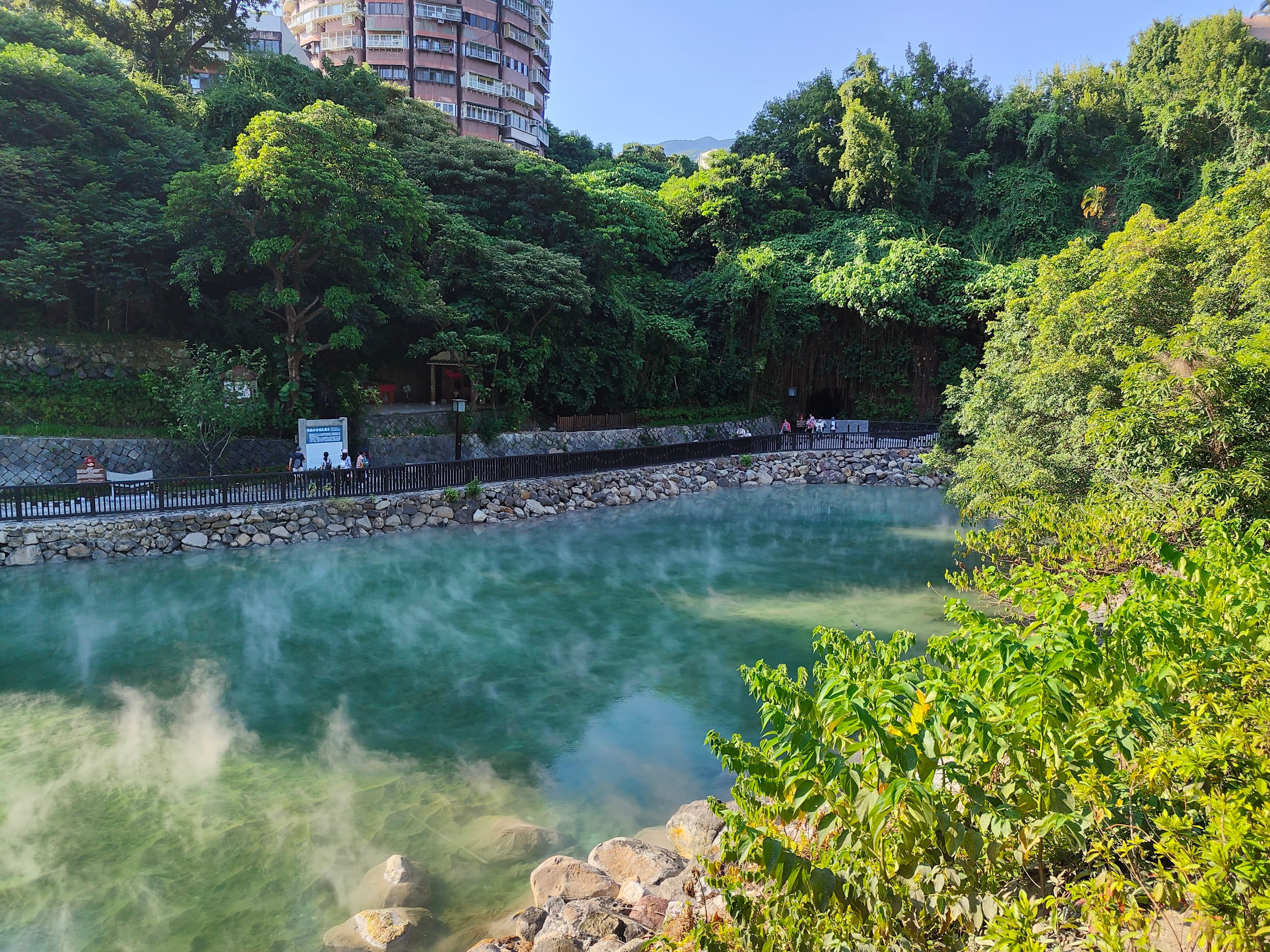
Meleg forrás, Pejtou (Beitou), Tajpej

A Kínai Köztársaságba érkező turisták száma évről évre növekszik, 2009-ben 4 395 000 turista érkezett az országba, 18%-kal több, mint egy évvel korábban; a külföldi turisták száma azonban az előző évhez képest csökkent, a kontinentális Kínából érkezőké viszont megduplázódott. A legtöbb külföldi turista valamely ázsiai országból, legfőképpen Japánból érkezik, a nem ázsiai országok közül a legtöbben az Amerikai Egyesült Államokból és az Egyesült Királyságból jönnek. A külföldről érkező turisták jó része külföldön élő kínai.
Tajvan vonzó turisztikai célpontjai közé tartoznak a nemzeti parkok, népszerűek a túrák és az úgynevezett „pihenőfarmok”. A meleg vizű gyógyforrások is sok turistát vonzanak. Tajvan szeretné fejleszteni a gyógyászati turizmusát is; több gyógyfalu építését is tervezik.
A főváros látnivalói közé tartozik a Taipei 101, amely 2004 és 2010 között a világ legmagasabb épülete volt; a Nemzeti Palotamúzeum, a Csang Kaj-sek-emlékcsarnok, a számos emlékpark és a különféle éjszakai piacok.

## Ünnepek
A Kínai Köztársaságban az állami ünnepeken kívül a hagyományos kínai ünnepeket is megtartják:
- január 1. – a Kínai Köztársaság megalapításának évfordulója, újév napja
- február (változó dátummal) – kínai újév (holdújév) (a legnagyobb családi ünnep)
- az első holdhónap 15. napja – lampionfesztivál
- február 28. – a béke napja
- április 5. – sírgondozás (halottak) napja
- május 1. – a munka ünnepe
- június eleje (az ötödik holdhónap ötödik napja) – sárkányhajó-fesztivál.
- szeptember közepe (változó dátummal) – őszi holdünnep
- szeptember 28. – Konfuciusz születésnapja
- október 10. – nemzeti ünnep

## Fordítás
- Ez a szócikk részben vagy egészben  a   Republic of China című angol Wikipédia-szócikk fordításán alapul.  Az eredeti cikk szerkesztőit annak laptörténete sorolja fel. Ez a jelzés csupán a megfogalmazás eredetét és a szerzői jogokat jelzi, nem szolgál a cikkben szereplő információk forrásmegjelöléseként.

## Ajánlott irodalom
- 2008 White Paper On Taiwan Industrial Technology. Department of Industrial Technology, 2008. [2011. április 29-i dátummal az eredetiből archiválva]. (Hozzáférés: 2009. november 27.)
- Cole, B.. Taiwan's Security: History and Prospects. Routledge (2006). ISBN 0415365813
- Copper, J.. Playing with Fire: The Looming War with China over Taiwan. Praeger Security International General Interest (2006). ISBN 0275988880
- Jordán, Gyula. Tajvan történelme. Kossuth Kiadó Zrt. (2005). ISBN 963094684X
- Dr. Kubassek, János. Tájfunok Tajvan földjén. Medicina Könyvkiadó Zrt. (2003). ISBN 9789632438818